# Corpo de Bombeiros da Polícia Militar do Paraná
O Corpo de Bombeiros Militar do Paraná (CBMPR) é a Corporação cuja principal missão consiste na execução de atividades de defesa civil, prevenção e combate a incêndio, buscas, salvamentos e socorros públicos no Estado do Paraná. A corporação é também força auxiliar e tropa reserva do Exército Brasileiro e integra o sistema de segurança pública e defesa social do Brasil; sendo seus integrantes denominados militares dos estados pela Constituição Federal de 1988.

## Antecedentes

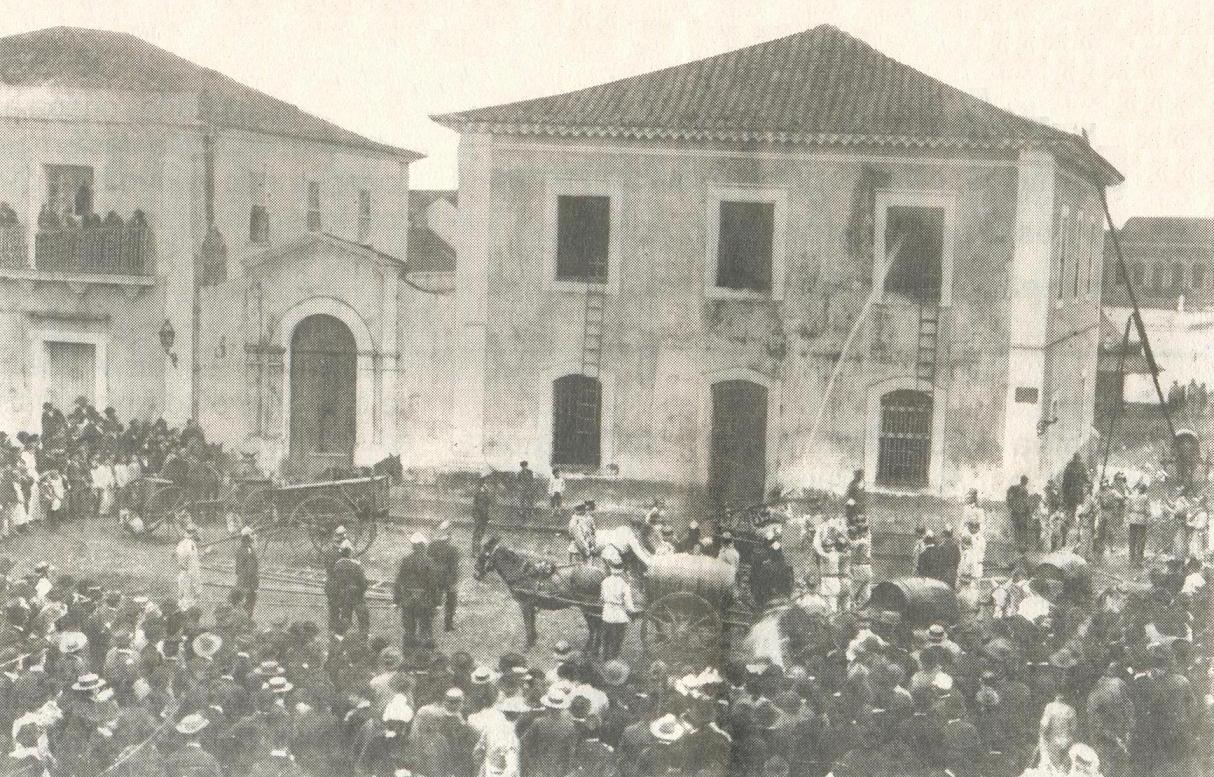
Demonstração de combate a incêndios da Sociedade Teuto-Brasileira de Bombeiros Voluntários na Casa da Câmara e Cadeia de Curitiba, em 1897.

Bombeiros do Corpo Policial
A criação de um Corpo de Bombeiros foi sugerida por D. Pedro II em sua visita ao Paraná em 1880; tendo a Câmara Municipal de Curitiba recebido a quantia de 500$000 para a aquisição de uma bomba de incêndios. E em 1882 a Lei Provincial nº 679 determinou que uma companhia do Corpo Policial deveria desenvolver treinamento de combate a incêndios para dar atendimento à Capital da Província. Entretanto, devido o valor ser reduzido, havia sido adquirida uma bomba muito pequena; constatando-se ainda que ela possuía peças danificadas e se apresentava imprópria ao uso destinado.
Posteriormente, em 1886, se tentou adquirir outra bomba da Companhia de Aprendizes Marinheiros de Paranaguá; porém, após ser realizado um Termo de Exame, constatou-se que essa bomba estava com parte do material em estado imprestável.
Bombeiros do Município de Curitiba
Após a Proclamação da República, em 1894, foi autorizada a criação de uma Seção de Bombeiros Municipais; os quais deveriam ser instalados no quartel do Regimento de Segurança (PMPR).

## Corpo de Bombeiros do Estado do Paraná
O Corpo de Bombeiros estadual foi criado pelo Presidente do Estado, Carlos Cavalcanti de Albuquerque, em 1912. A corporação foi concebida com completa autonomia, nos moldes do Regimento de Sapeurs-pompiers de Paris (Régiment de sapeurs-pompiers de Paris), França, os quais eram militarizados e estruturados como arma de Engenharia; e tinha por modelo o Corpo de Bombeiros do Distrito Federal, do qual seguiu a estrutura, a organização e o fardamento. O forte vezo militar se fez sentir desde início, devido o próprio Presidente do Estado ser também oficial de engenharia. A implantação do projeto foi confiada ao Tenente do Exército Nacional, Fabriciano do Rego Barros; o qual foi comissionado como major, constituindo-se no primeiro comandante da corporação.

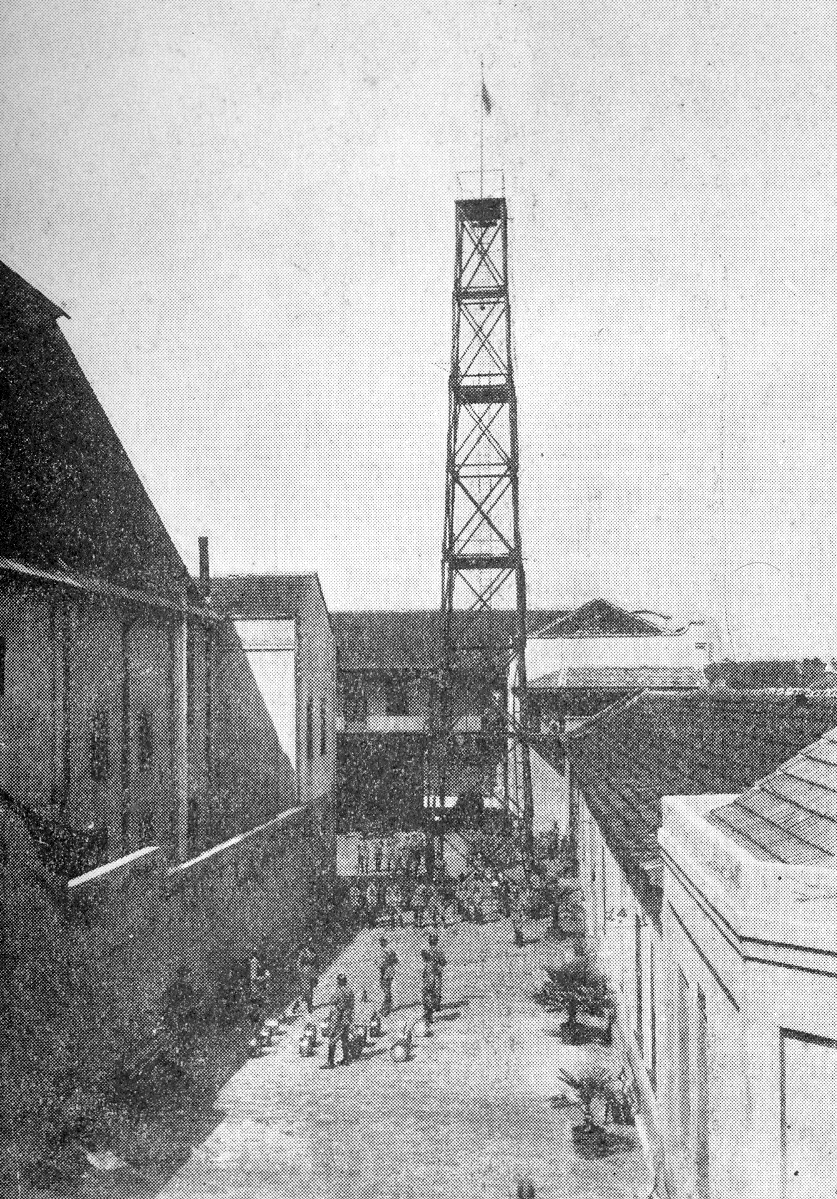
Antiga torre de treinamento.

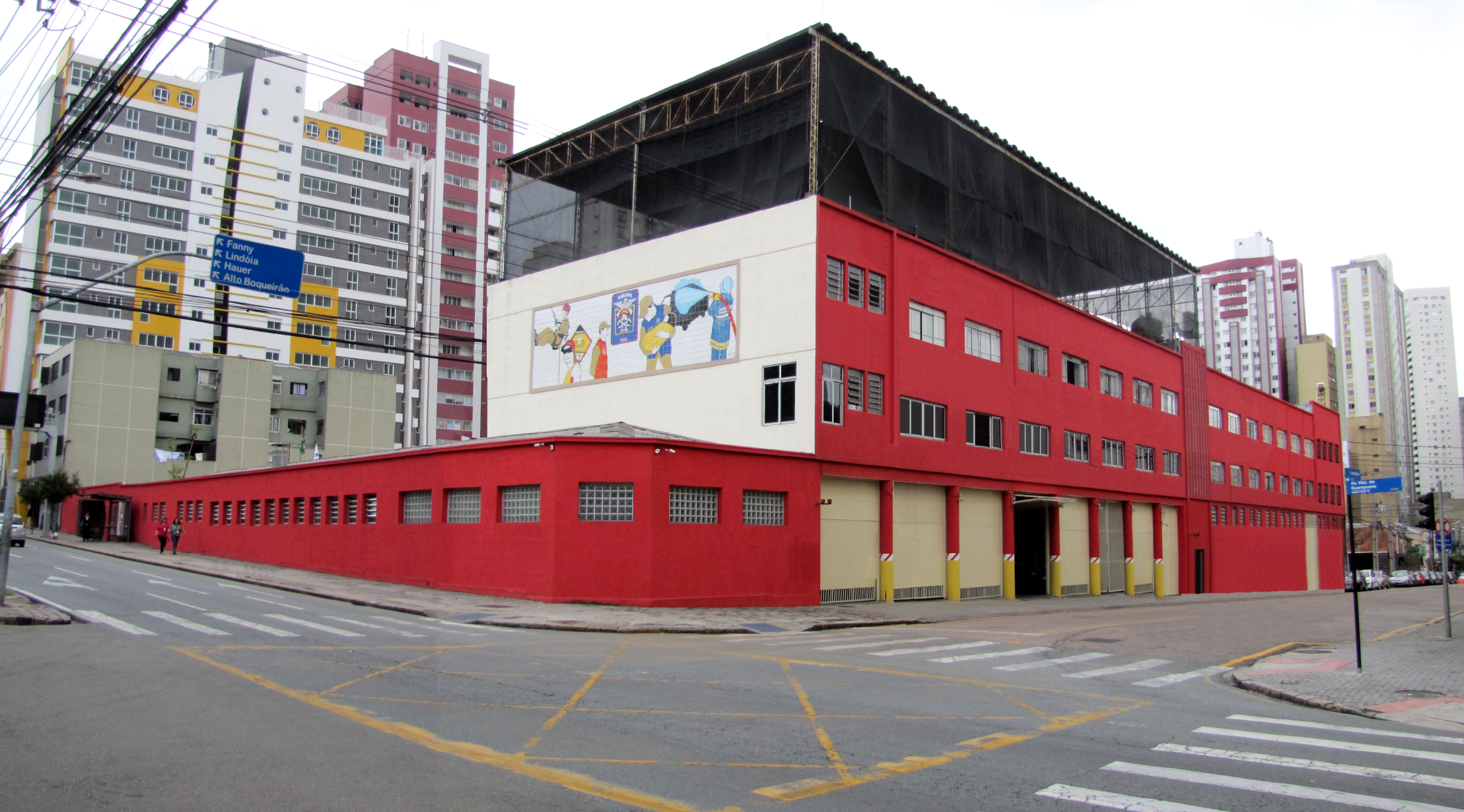
Quartel Central, sede do Comando Geral do Corpo de Bombeiros.

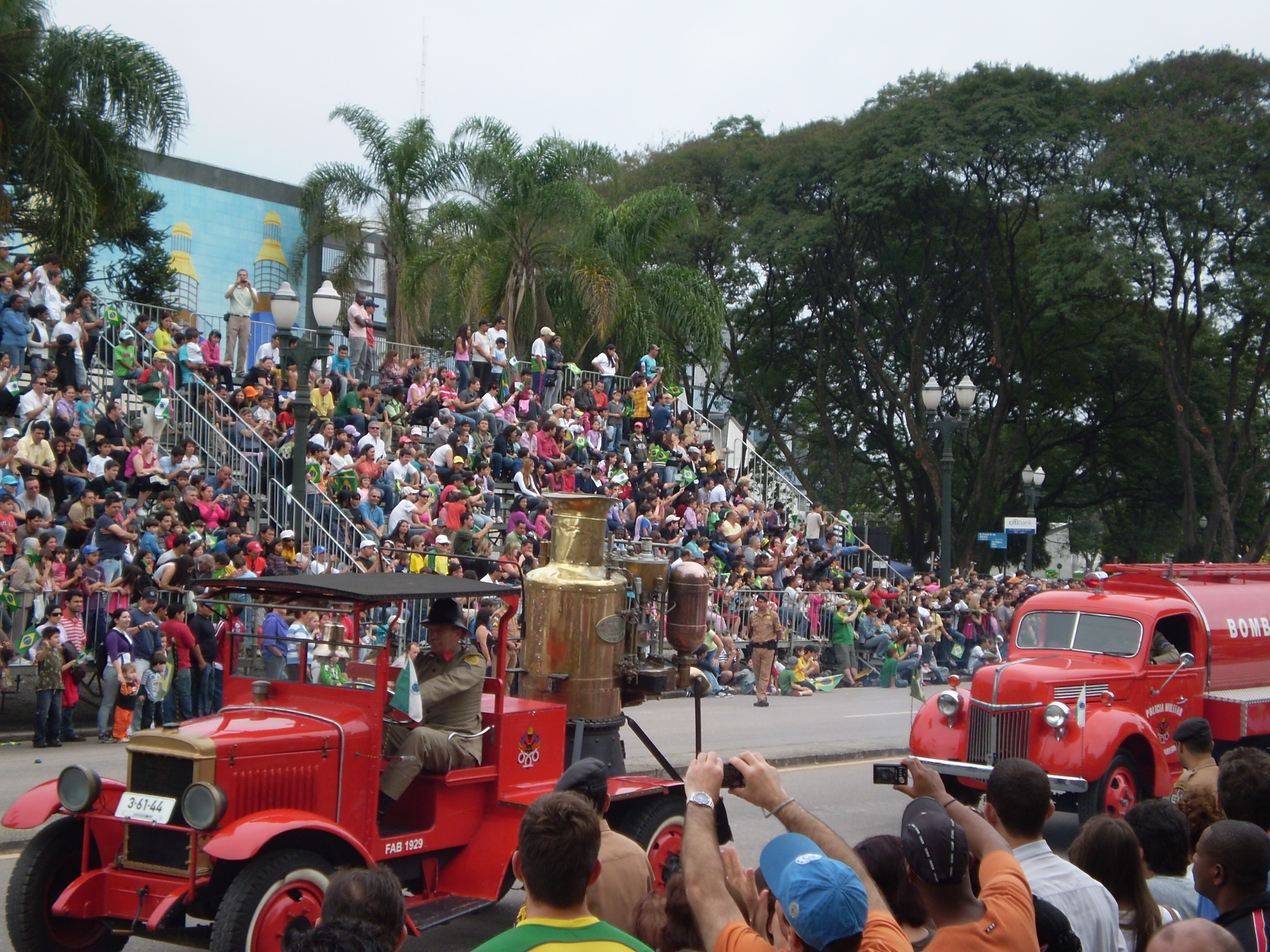
Antigas Viaturas do CCB - 2009.
Desfile da Independência do Brasil.

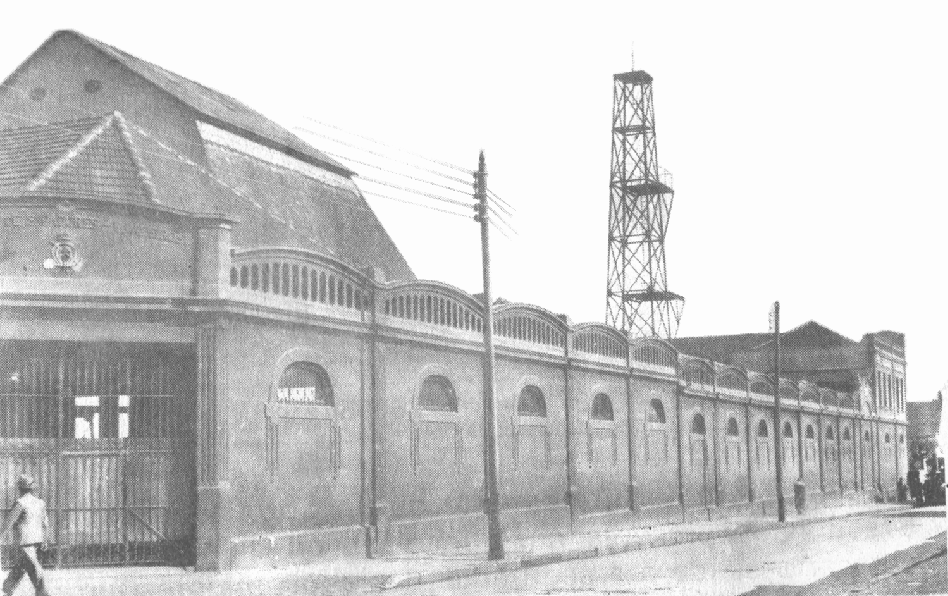
Antigo Quartel - Rua Cândido Lopes.

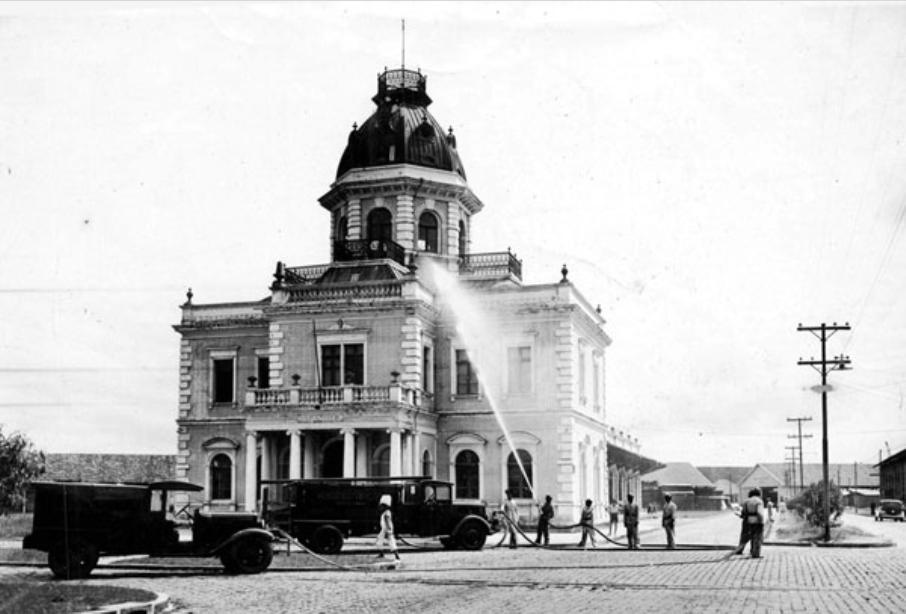
Treinamento de combate a incêndio.
Alfândega de Paranaguá.

### Primeiro aquartelamento
O Corpo de Bombeiros recebeu seu primeiro quartel em 14 de julho de 1914, situado na Rua Ébano Pereira, esquina com Rua Cândido Lopes. A instalação fazia fundos com o antigo Theatro Guayra e havia sido anteriormente quartel da Polícia Militar e sede do Museu Paranaense. Nesse local está atualmente instalada a Biblioteca Pública do Paraná.
A imagem ao lado mostra a saída de serviço que dava acesso ao pátio central. À direta ficavam as instalações da 1ª Cia CB; e à esquerda mostra os fundos do antigo Theatro Guayra e o rancho (refeitório - o prédio com duas janelas, próximo à torre). A torre de treinamento fora importada da Alemanha na época da fundação do CB. No alto havia duas lâmpadas: uma na cor branca e outra na cor vermelha. A luz vermelha alertava o efetivo de folga para que se recolhesse ao quartel, pois o pessoal de serviço se encontrava fora prestando socorro.
O atual Quartel Central (Avenida Visconde de Guarapuava com a Rua Nunes Machado) foi recebido em 1953, instalado no local onde, até então, funcionava a Casa de Detenção; antiga área do 14º Regimento de Cavalaria e do 5º Batalhão de Engenharia (atual 5° Batalhão de Engenharia de Combate Blindado, Porto União), da 5ª Região Militar do Exército.

### Governo Vargas - tempos difíceis
Em 1934, objetivando reduzir o poderio das forças estaduais em todo Brasil, o Governo Vargas resolveu excluir os Corpos de Bombeiros do acordo firmado com os Estados em 1917 (reserva do Exército). No Paraná o efetivo do CB foi reduzido a uma companhia, e nesse período passou por grandes dificuldades, mantendo-se ativo graças a persistência e abnegação de seus integrantes. A corporação deixou de ser considerada reserva do Exército e os oficiais, para não perderem o status de militar das forças armadas, foram transferidos para a Polícia Militar; passando as funções de comando a serem exercidas, em caráter comissionado, pela PM. Em 1936 a instituição foi transferida para o Município de Curitiba, mas devido os altos custos de manutenção, retornou para administração do Estado em 1938. A situação somente se reverteu com o fim do Estado Novo, após a segunda guerra mundial.

### Reestruturação
Com a promulgação de uma nova Constituição em 1946 a legislação federal passou a permitir que os Corpos de Bombeiros voltassem a ser reintegrados às PMs. No Paraná o CB voltou a ser incorporado à PMPR em 1948, porém, usufruindo de total autonomia técnica, administrativa e financeira. Iniciou-se então o reaparelhamento da corporação, com o aumento do efetivo e a reativação do quadro de oficiais.
Nessa época o Corpo de Bombeiros foi organizado por Seções.
- Seção de Comando;
- Seção de Serviços;
- Seção de Banda de Música;
- E nove Seções de Bombeiros; subdivididas em destacamentos, com a denominação de Guarnições de Fogo.

### 1967
Na segunda metade da década de sessenta, por influência do Corpo de Bombeiros do Estado da Guanabara, atual CBMERJ, foi adotado a designação de grupamento; com o efetivo correspondendo, aproximadamente, ao de uma companhia.

### 1976
A partir do início da década de setenta, com a criação do Fundo de Reequipamento do Corpo de Bombeiros (FUNREBOM), permitiu-se a ampliação do serviço de bombeiros a muitos municípios do Interior do Estado. E pela Lei de Organização Básica (LOB), de janeiro de 1976, os grupamentos passaram ser designados como Grupamentos de Incêndio (GI), com o efetivo correspondendo ao de um batalhão; subdivididos em Subgrupamentos de Incêndio (SGI), com o efetivo aproximado de uma companhia; compostos por Seções de Combate a Incêndio (SCI), com o efetivo de um pelotão. O Grupamento de Guarda Vidas foi transformado em Grupamento de Busca e Salvamento (GBS), subdividido em Subgrupamentos de Busca e Salvamento (SGBS), composto por Seções de Busca e Salvamento Terrestre, e Seções de Busca e Salvamento Aquático.

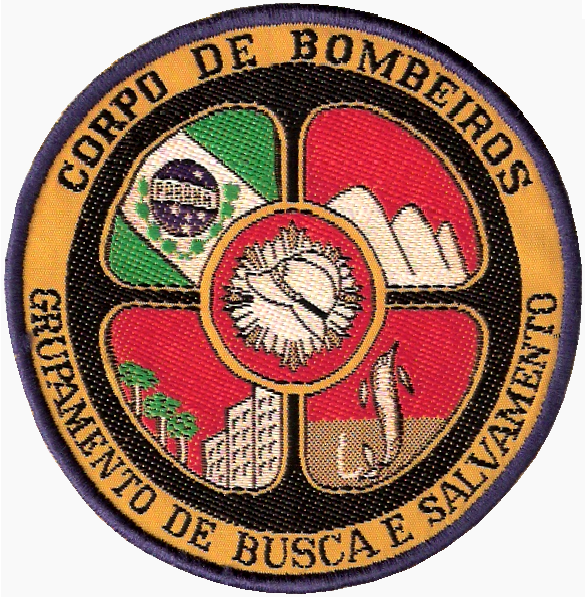
Brasão do Grupamento de Busca e Salvamento.

### 2005
Em 04 de Abril de 2005 ocorreu o ingresso das primeiras vinte e três mulheres no Corpo de Bombeiros. A escola de formação foi realizada no Centro de Ensino e Instrução, com uma carga horária de 1.240 horas/aula (busca e salvamento terrestre, aquático, socorros de urgência, combate a incêndios florestais e urbanos, salvamento vertical e prevenção de incêndios). 

### Estrutura do Corpo de Bombeiros
O Corpo de Bombeiros é estruturado em Órgãos de Direção, de Apoio e de Execução.

#### Órgãos de Apoio
Os órgãos de apoio do Corpo de Bombeiros compreendem:
- Centro de Suprimento e Manutenção de Material Operacional (CSM/MOP)

É o órgão incumbido do recebimento, da estocagem e da distribuição dos suprimentos e da execução da manutenção no que concerne ao armamento e munição, ao material de comunicações, ao material de motomecanização e ao material especializado de bombeiros.
- Centro de Ensino e Instrução

É o órgão incumbido da formação, da instrução de manutenção e atualização da tropa, bem como do atendimento da formação pessoal civil para atuação na área preventiva contra incêndios. O ensino de formação e aperfeiçoamento de oficiais e praças bombeiros-militares é ministrado pela Academia Policial Militar do Guatupê (APMG), pela Escola de Formação, Aperfeiçoamento e Especialização de Praças (EsFAEP) e pelo Centro de Ensino e Instrução (CEI), que mantem os respectivos cursos, bem como por outras organizações militares, policiais militares e, mediante convênio, por organizações civis, consoante a conveniência da Corporação.

#### Órgãos de Execução
Os órgãos de execução são constituídos pelas unidades operacionais da Corporação, Grupamentos e Subgrupamentos de Bombeiros Independentes do Paraná; as quais estão subordinadas a três Comandos Regionais de Bombeiros Militares (CRBM)..

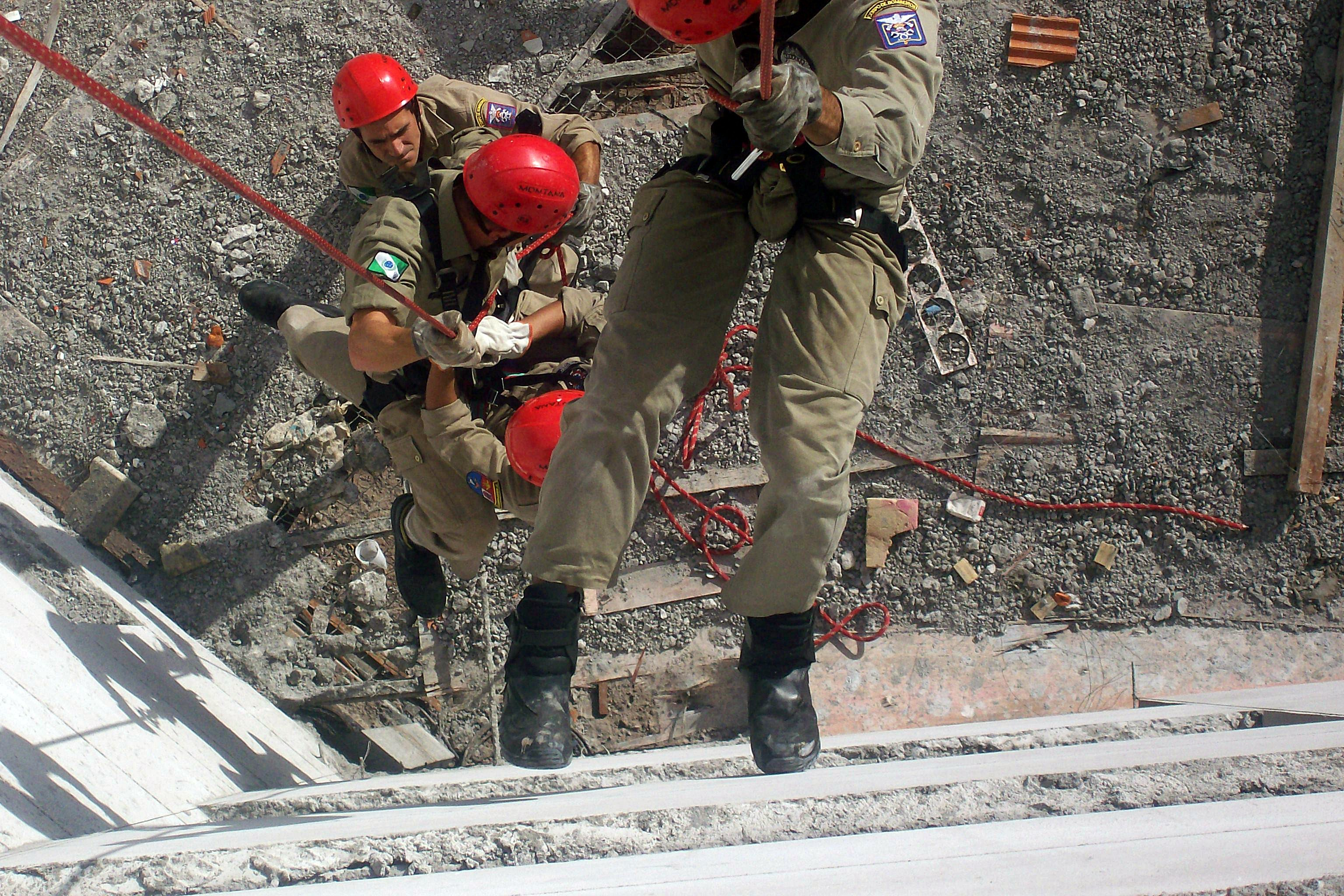
Treinamento de técnicas verticais - 3º GB.

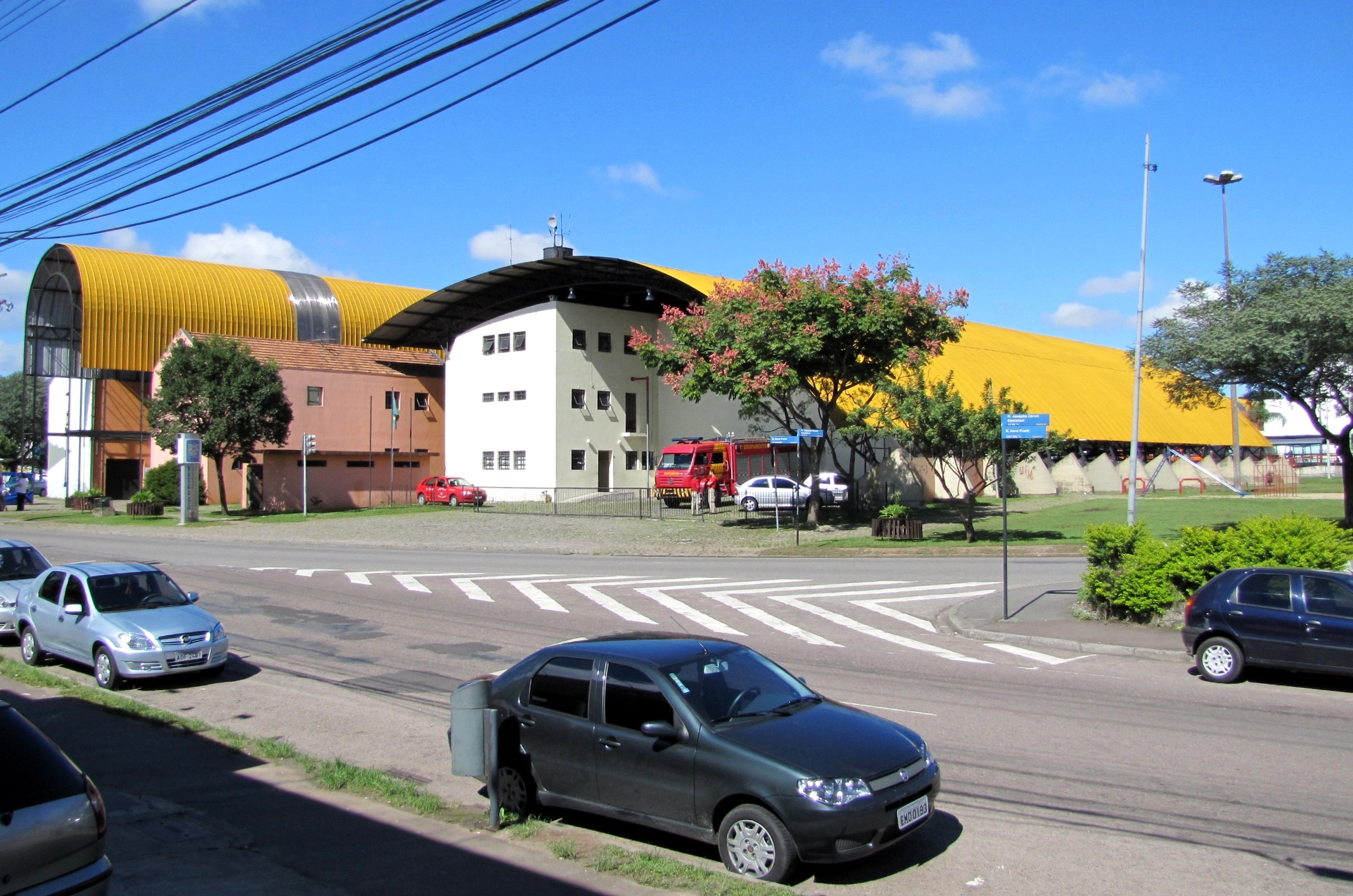
Posto Avançado do Terminal Carmo (Boqueirão) pertencente ao 1º GB.

## Denominações Históricas
- 1912 - Corpo de Bombeiros do Estado do Paraná;[6]
- 1917 - Companhia de Bombeiros Pontoneiros da Força Militar do Estado do Paraná;[18]
- 1928 - Corpo de Bombeiros do Estado do Paraná;[19]
- 1928 - Companhia de Bombeiros do Estado do Paraná;[20]
- 1931 - Batalhão de Sapadores Bombeiros da Força Militar do Estado do Paraná;[21][22]
- 1932 - Corpo de Bombeiros da Força Pública do Estado do Paraná;[23][24]

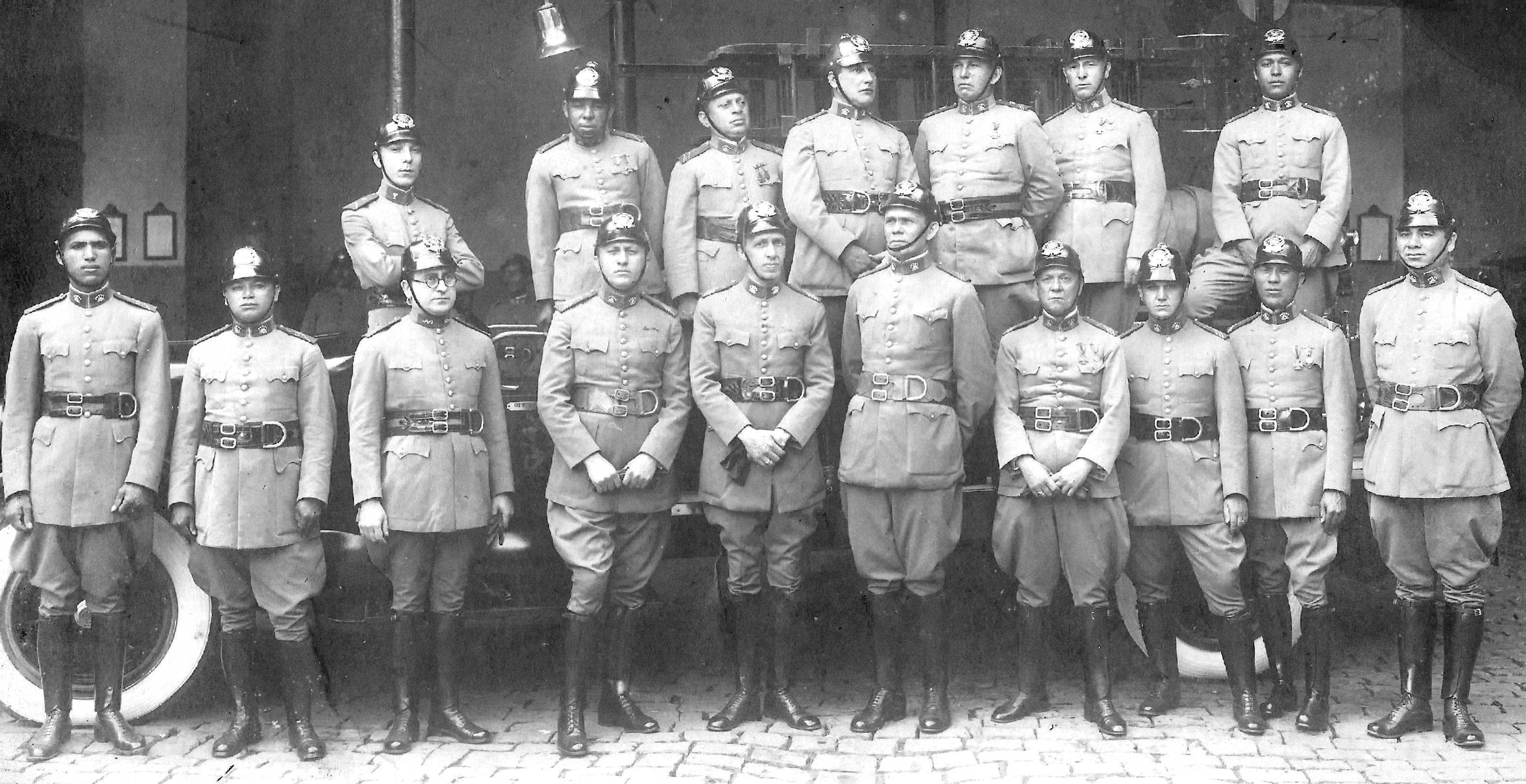
Oficiais Bombeiros - 1923.

- 1934 - Companhia de Bombeiros do Estado do Paraná;[8]
- 1936 - Corpo de Bombeiros do Município de Curitiba;[9]
- 1938 - Corpo de Bombeiros do Estado do Paraná;[25]
- 1948 - Companhia de Bombeiros da Polícia Militar do Paraná;[26]
- 1953 - Corpo de Bombeiros da Polícia Militar do Paraná.[27]
- 2022 - Corpo de Bombeiros Militar do Paraná. Emancipação do Comando do Corpo de Bombeiros da Polícia Militar do Paraná por meio de Emenda Constitucional. [28]

## Hierarquia
O Corpo de Bombeiros possui a mesma classificação hierárquica da PMPR, com modelos diferenciados de distintivos de especialidade.
| 1 | 2 | 3 | 4 | 5 | 6 | 7 | 8 | 9 | 10 |
| - | - | - | - | - | - | - | - | - | -- |
|   |   |   |   |   |   |   |   |   |    |

| 11 | 12 | 13 | 14 | 15 | 16 |
| -- | -- | -- | -- | -- | -- |
|    |    |    |    |    |    |

1_ Comandante-geral; 2_ Coronel; 3_ Tenente-coronel; 4_ Major; 5_ Capitão; 6_ 1º Tenente; 7_ 2º Tenente; 8_ Aspirante; 9_ Cadete (cada barra da insígnia corresponde a um ano de curso); 10_ Subtenente; 11_ 1º Sargento; 12_ 2º Sargento; 13_ 3º Sargento; 14_ Cabo; 15_ Soldado de 1ª Classe e 16_ Soldado de 2ª Classe.

## Uniformes
O Corpo de Bombeiros sempre usou os mesmos uniformes da polícia militar; acrescentando seus respectivos brasões, emblemas e distintivos. Atualmente o regulamento de uniformes (RUPM) está oficializado pelo Decreto 3.568, de 02 de Março de 2001.

### Cinto Ginástico

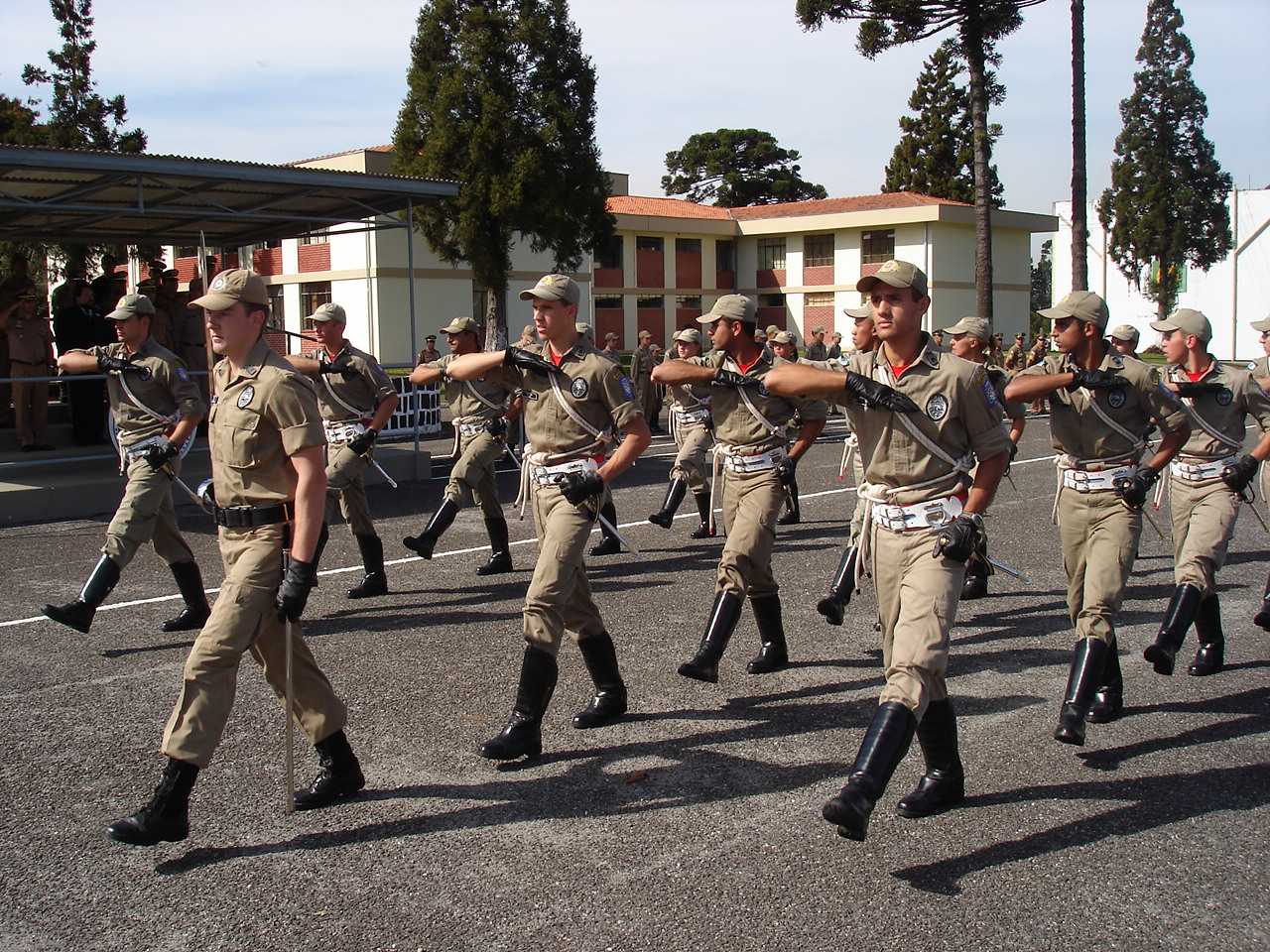
Desfile de Cadetes - APMG.

O cinto ginástico é uma das mais tradicionais peças que compõem o uniforme dos Corpos de Bombeiros; o qual é usado no Brasil, com poucas modificações, desde 1887. No início ele era um cinto reforçado, feito em algodão e couro, para servir como equipamento de segurança; atualmente é usado apenas para manter a tradição e caracterizar o fardamento de bombeiro. Embora algumas corporações já tenham abandonado essa tradição, originalmente os modelos de cintos são apenas dois. O cinto dos oficiais possui uma faixa horizontal azul, com as fivelas em metal prateado. E na década de sessenta as peças em couro foram pintadas de branco. O cinto dos praças é todo em vermelho, com as fivelas em metal dourado.
| Oficiais | Praças |
| -------- | ------ |
|          |        |

### Capacete pickelhaube
Tradicionalmente, o modelo de capacete utilizado pelos bombeiros do Paraná sempre foi o pickelhaube (do alemão Pickel = "ponta", e Haube = "boné"); o qual havia sido foi adotado pelo Corpo de Bombeiros da Capital Federal ainda no período do Império. Originalmente esse capacete era confeccionado em couro envernizado, com guarnições metálicas; mas posteriormente passou a ser fabricado em fibra de vidro e depois em plástico. Embora em desuso, o pickelhaube ainda consta no Regulamento de Uniformes (RUPM/2001), mas apenas para uso em passeio. Atualmente o capacete usado no combate a incêndios é o francês Gallet.. O modelo  F1, desde a década de 2000, e agora (2017), o modelo  F1 XF.   Existem ainda outros tipos de capacetes, os quais são empregados de acordo com a missão (montanhismo, salvamento aquático, etc.).

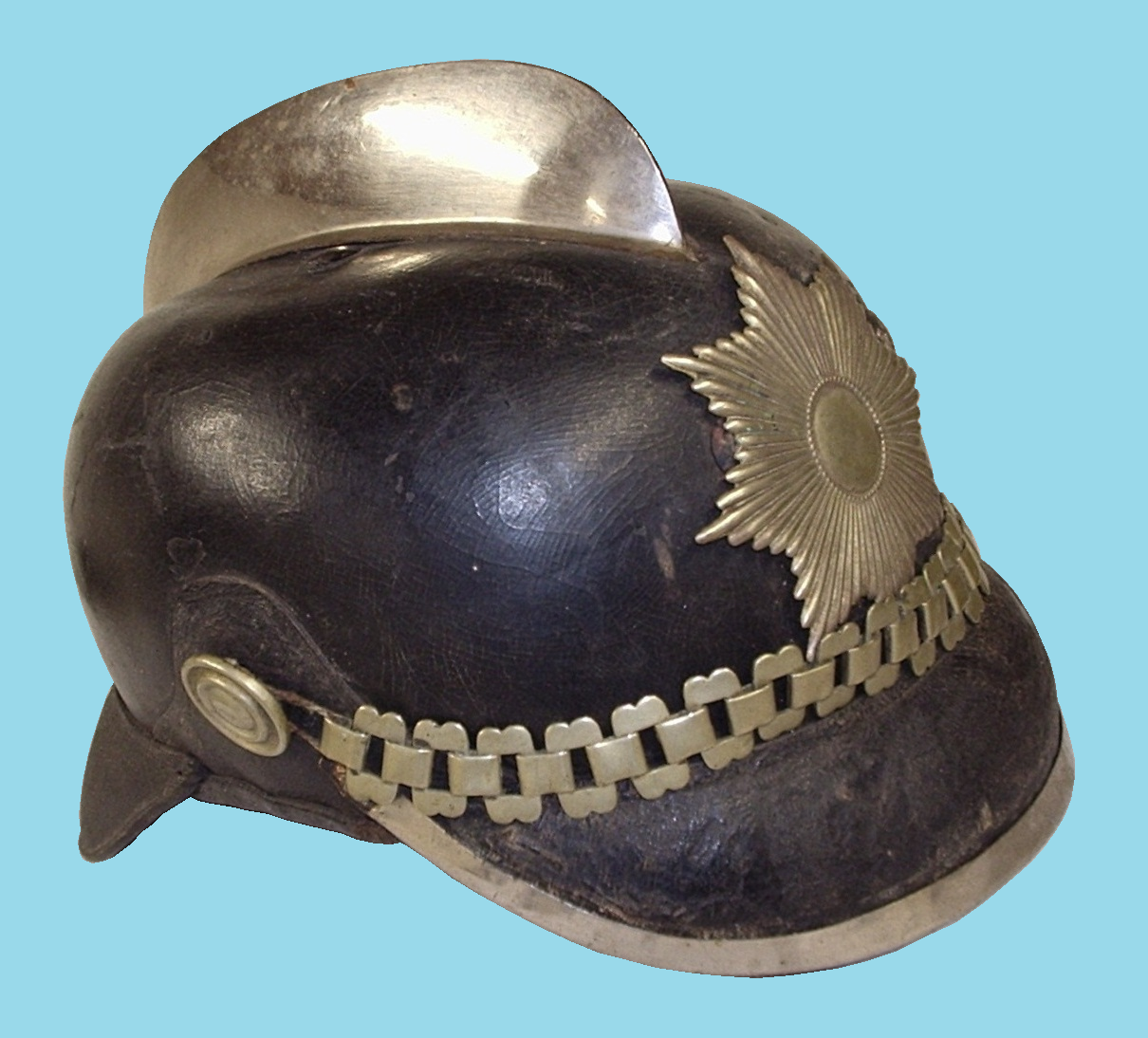
1
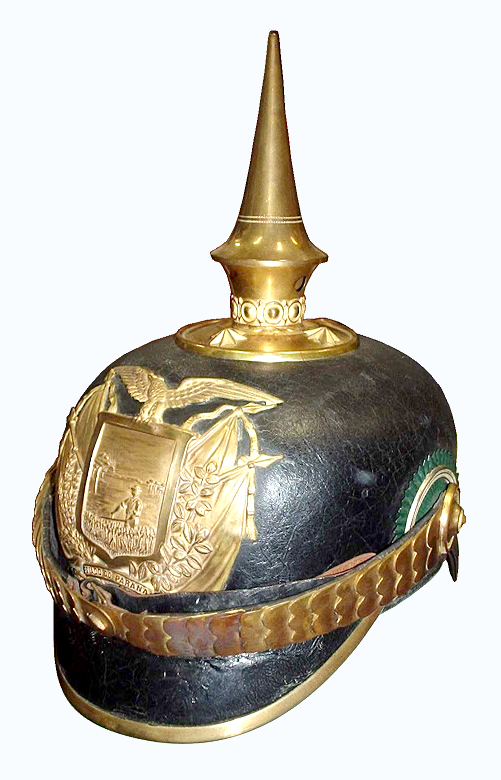
2
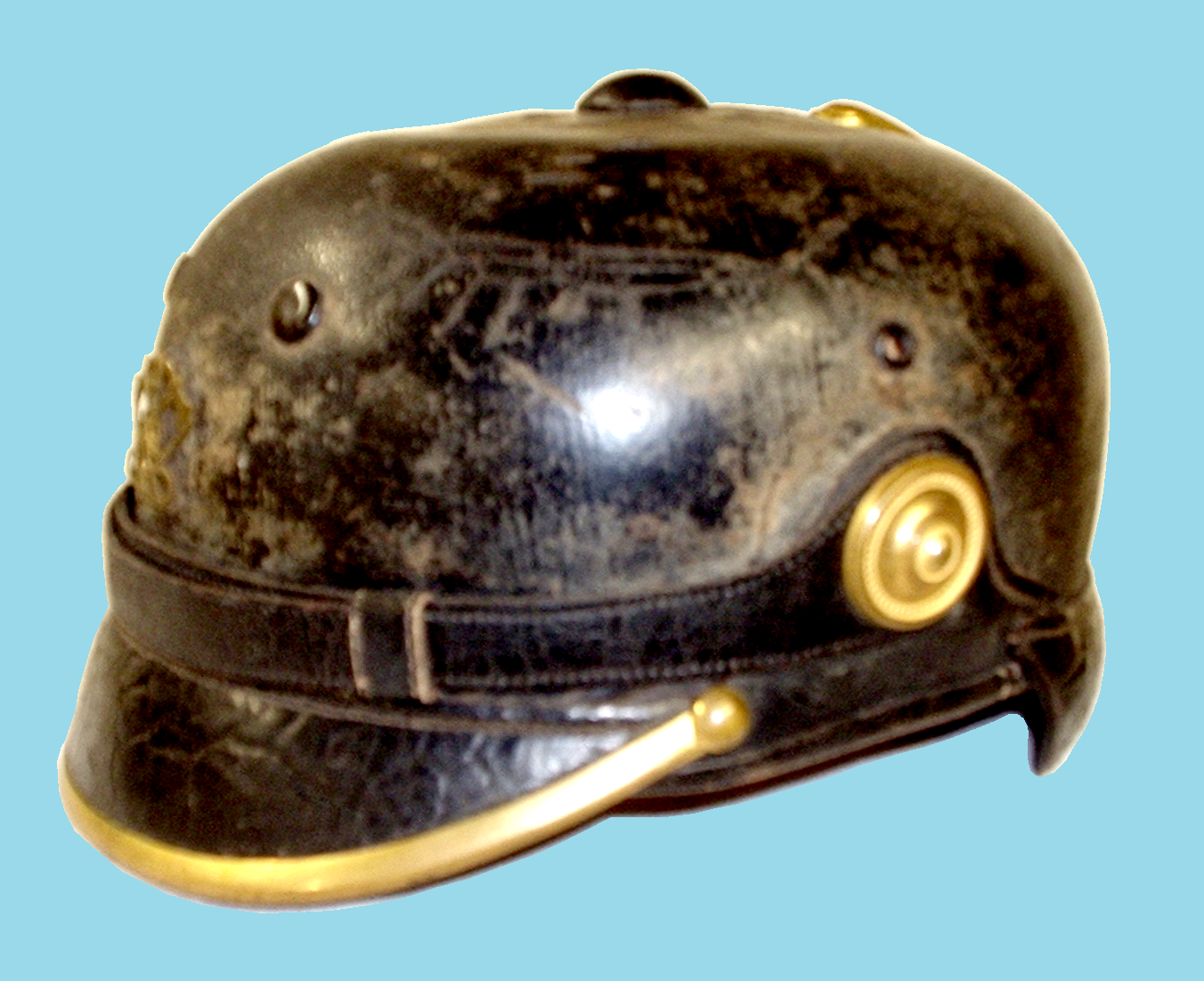
3
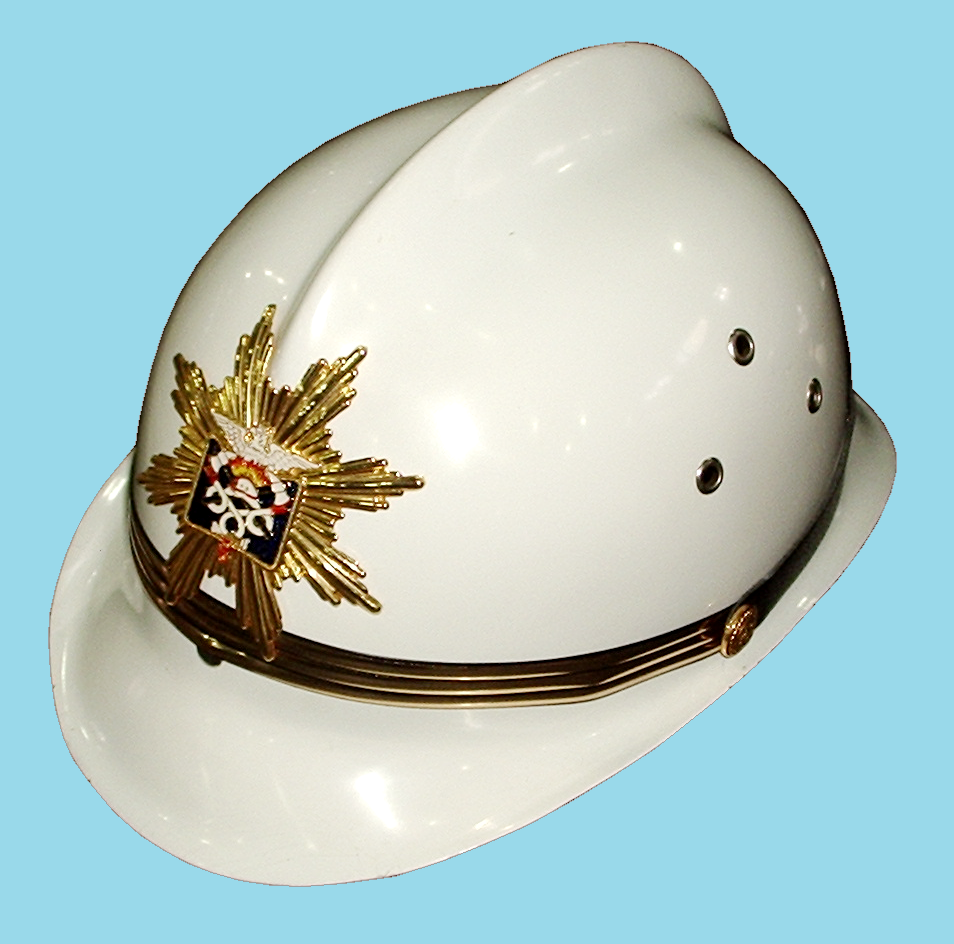
4
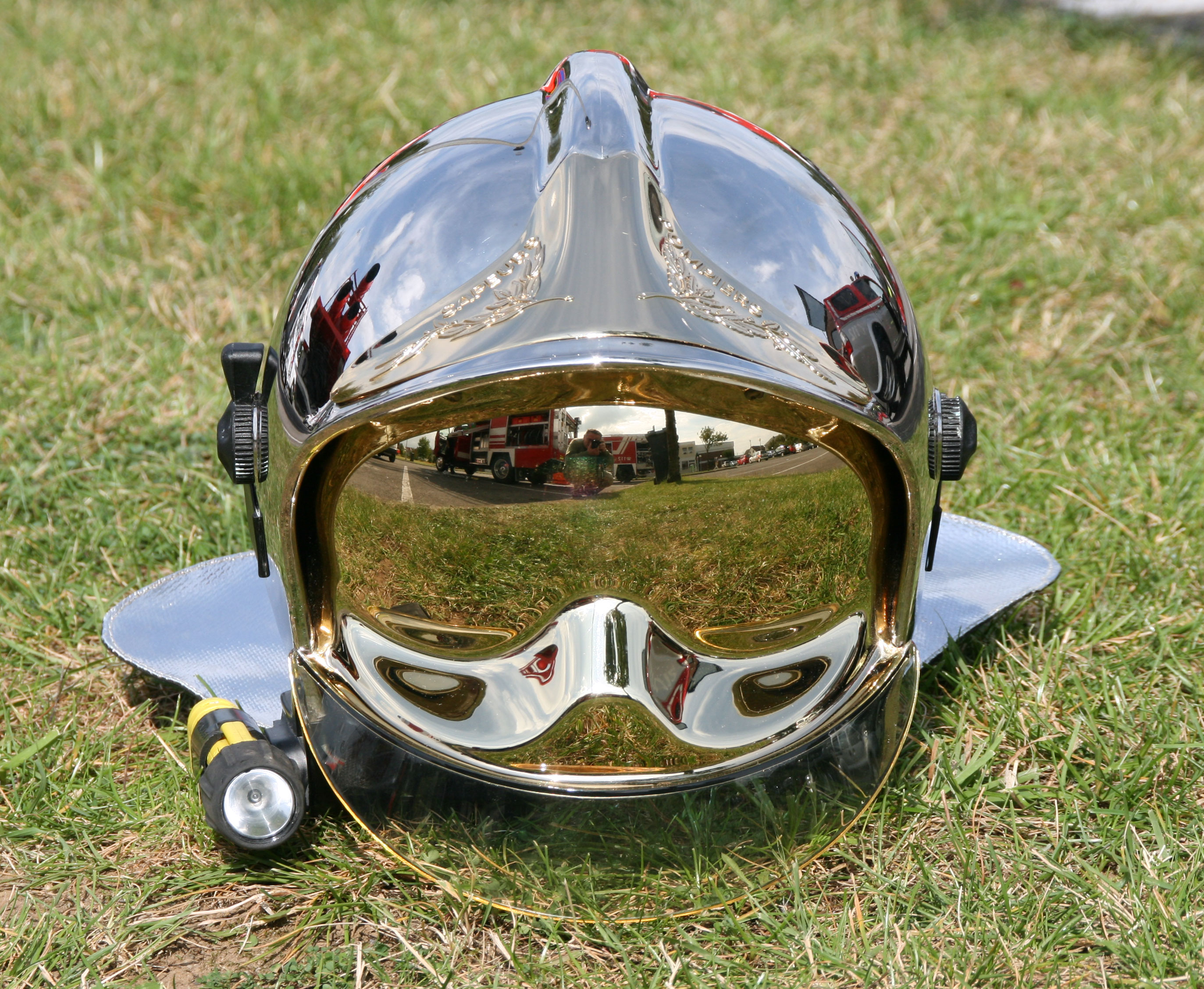
5
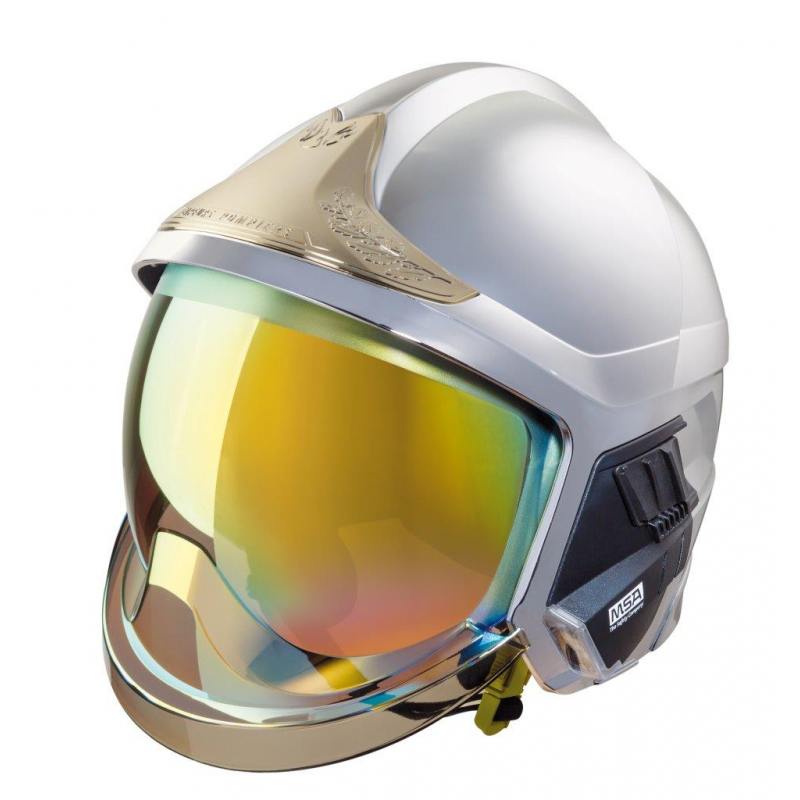
6

1. Capacete pickelhaube da antiga Sociedade Teuto-Brasileira de Bombeiros Voluntários; 2. Capacete pickelhaube da Polícia Militar do Paraná; 3. Com a declaração de guerra à Alemanha na Primeira Guerra Mundial, os capacetes pickelhaube da polícia militar foram modificados e repassados para os bombeiros; 4. Versão do capacete pickelhaube em plástico; 5. Capacete francês Gallet® F1. 6. Capacete MSA Gallet® F1 FX.

### Brasões do Corpo de Bombeiros do Paraná
O Brasão do Corpo de Bombeiros da Polícia Militar do Paraná é o símbolo oficial representativo da Corporação. Ele é usado sobreposto aos documentos, fardamentos, viaturas, embarcações, aeronaves e aquartelamentos; objetivando identificar seus portadores como legítimos representantes do Estado. O seu uso é amparado por legislação específica e seu emprego indevido pode constituir-se em crime previsto no Código Penal Brasileiro (falsidade ideológica) e do Código Penal Militar (Artigo 172).
Desde sua criação o Corpo de Bombeiros da Polícia Militar do Paraná teve diversas versões de Brasão de Armas.

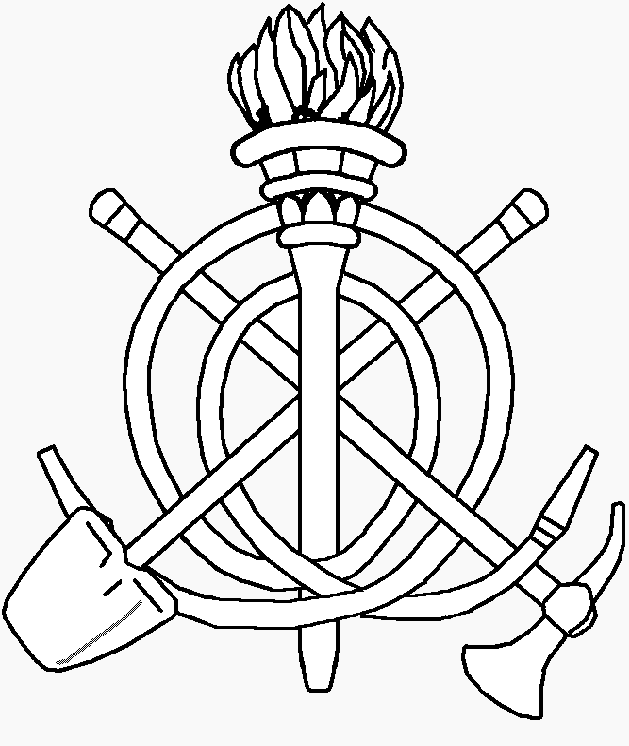
Década de 1930
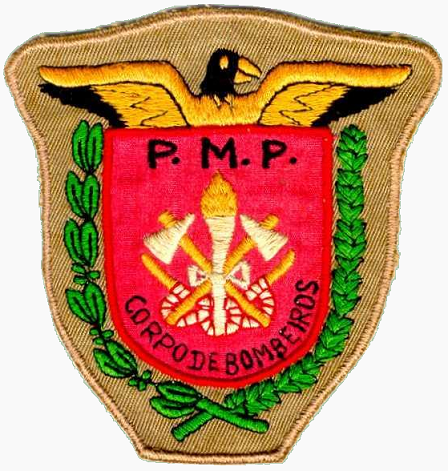
Década de 1950
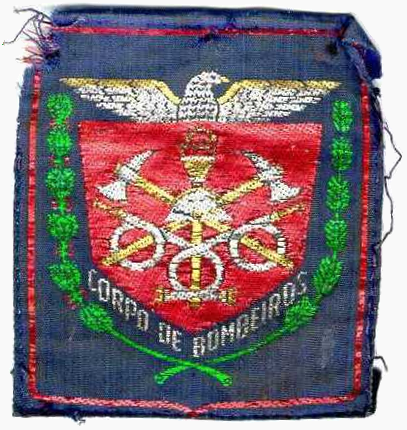
Década de 1960
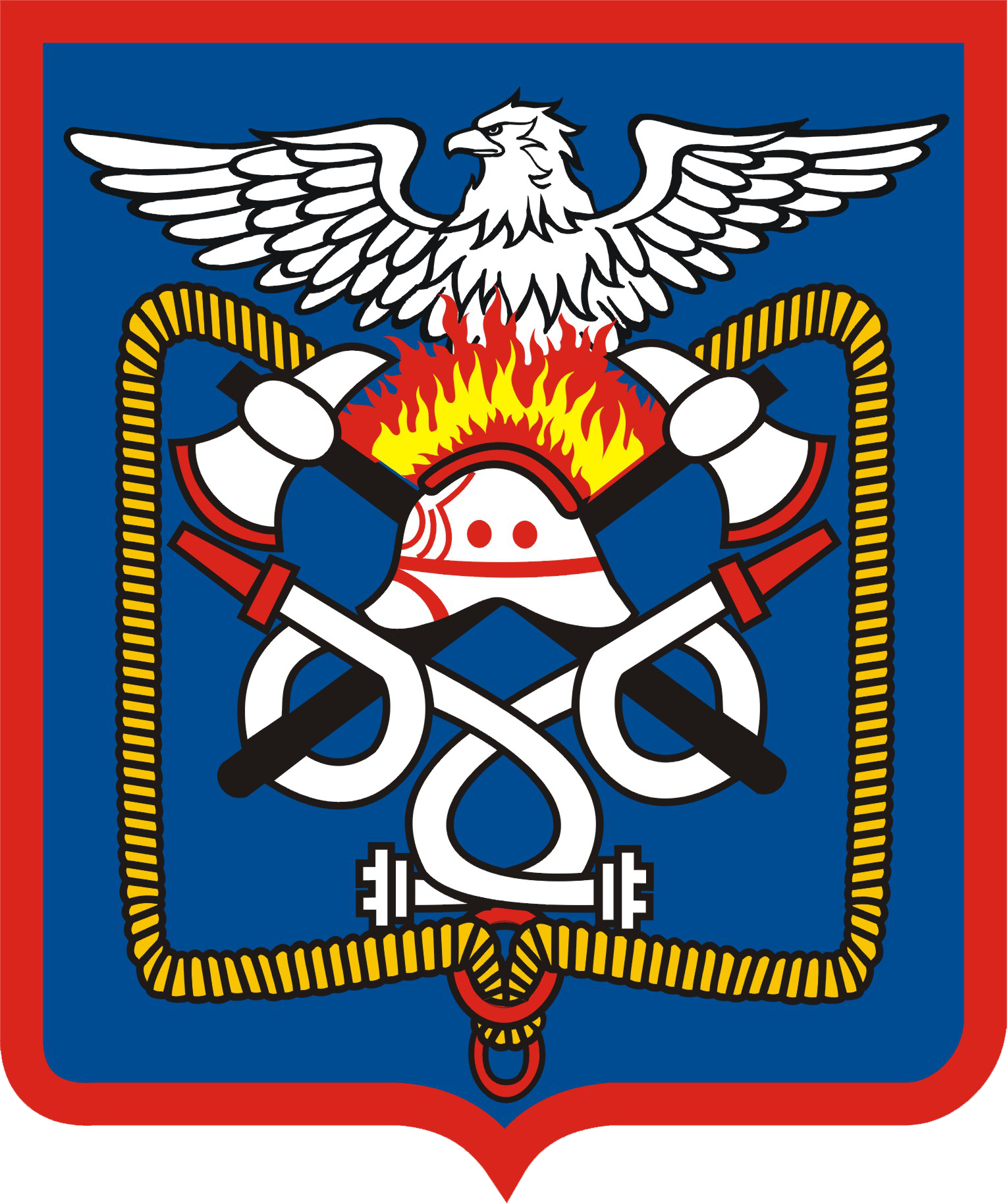
Década de 1990
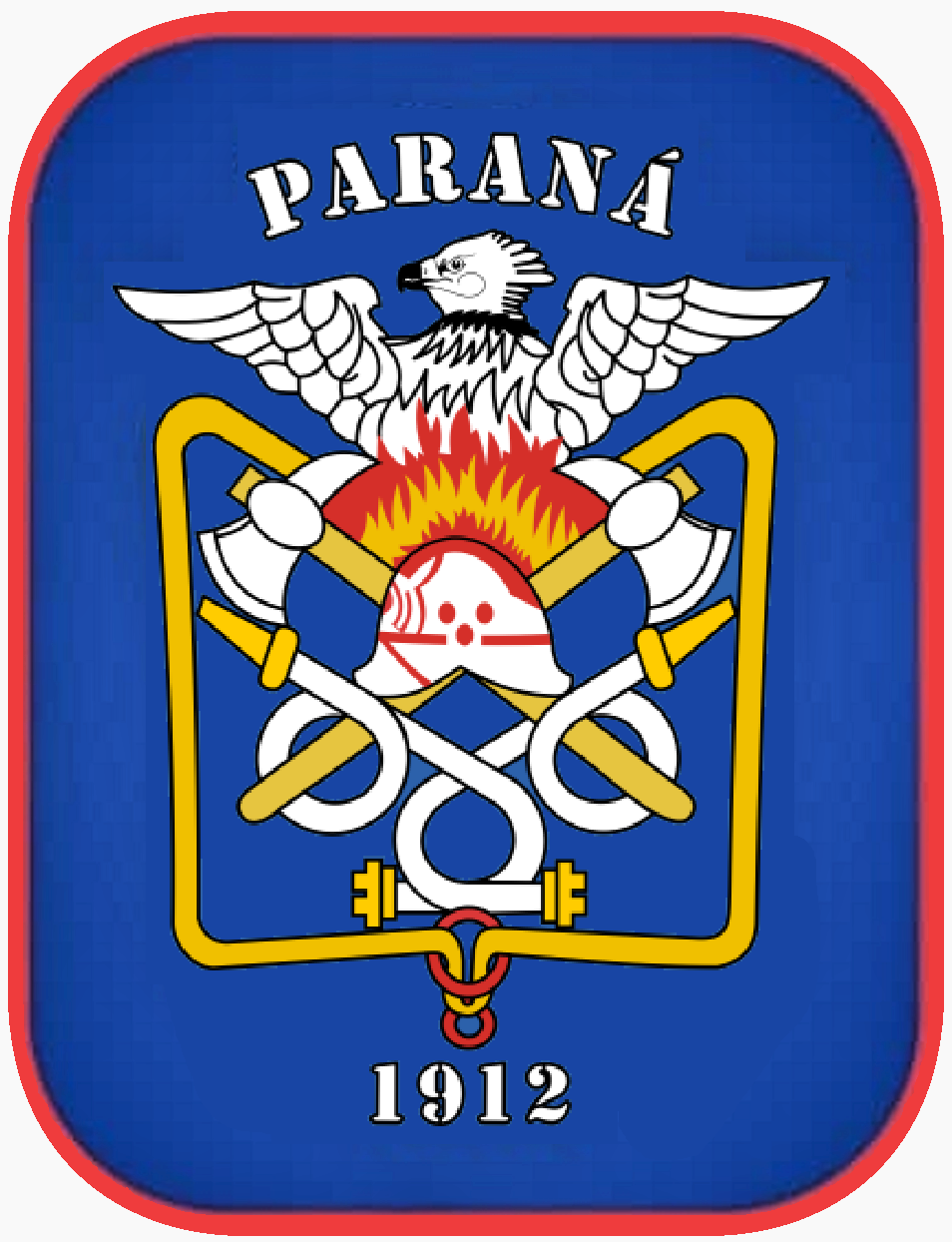
Entre as décadas de 2000 e 2020
Atual

## Viaturas
As viaturas do CCB são identificadas por códigos para melhor se adquarem ao Código Internacional Q, padrão na Polícia Militar do Paraná.

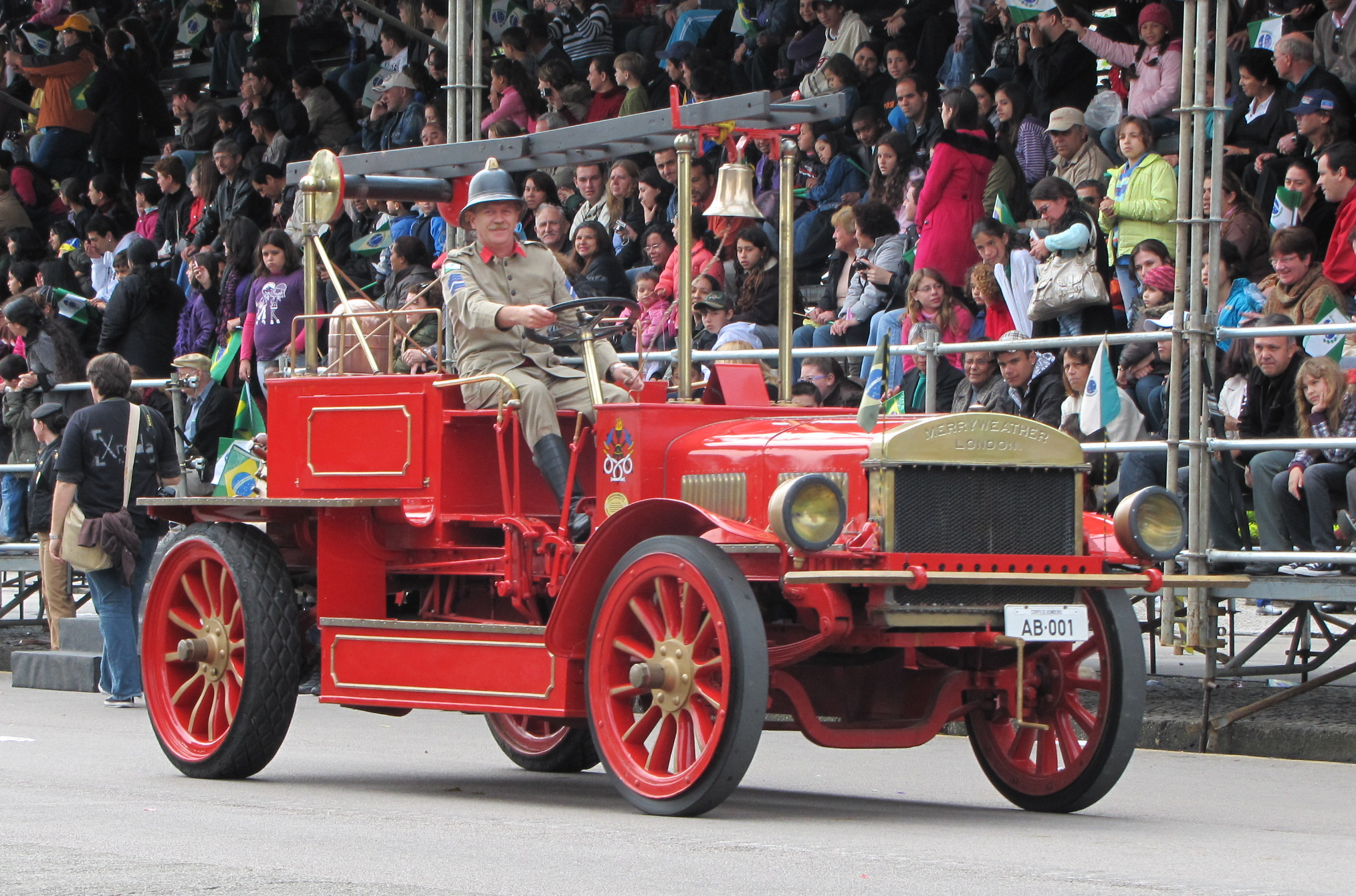
Viatura Nº 1.
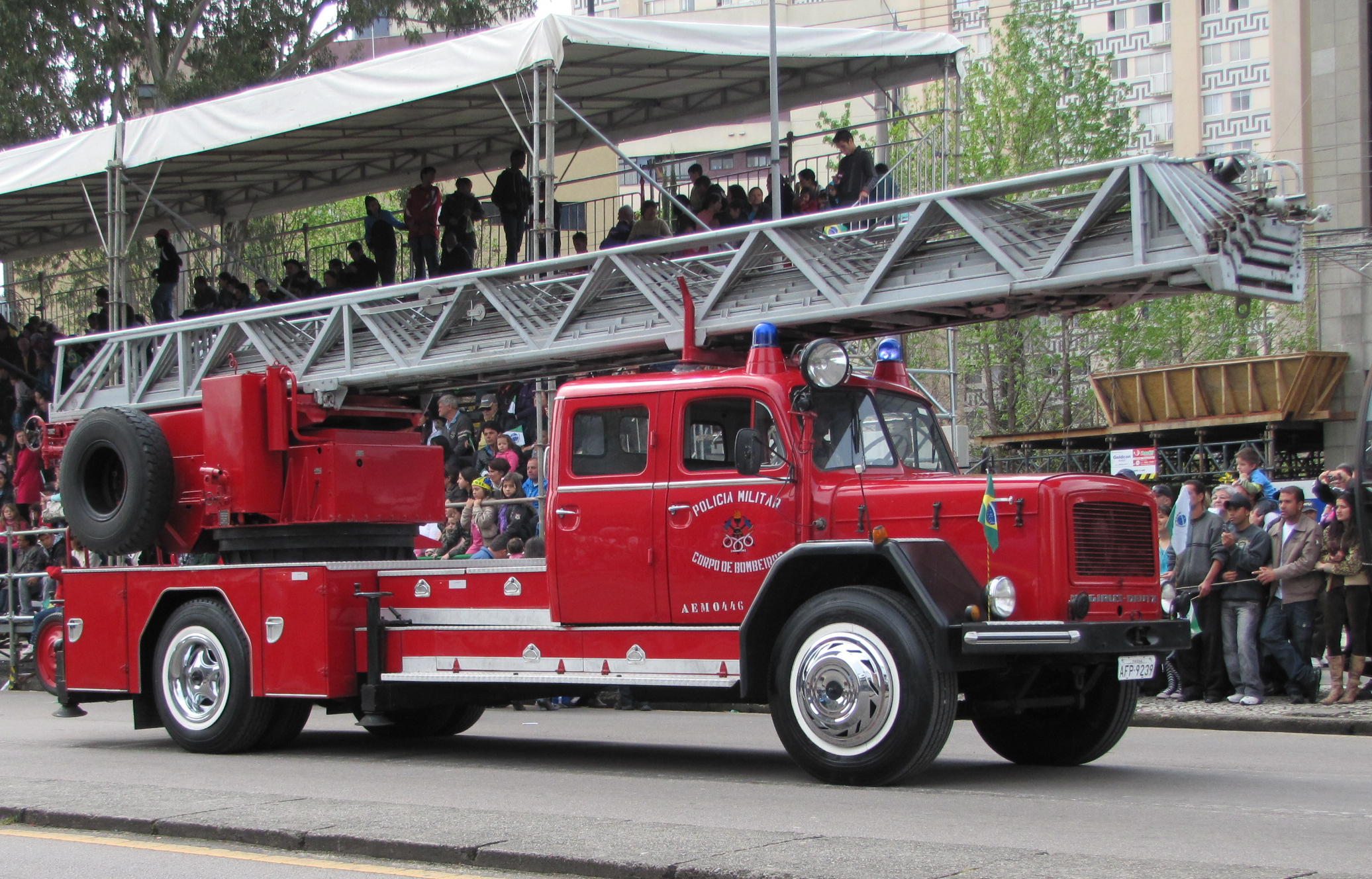
AEM - Auto Escada Mecânica.
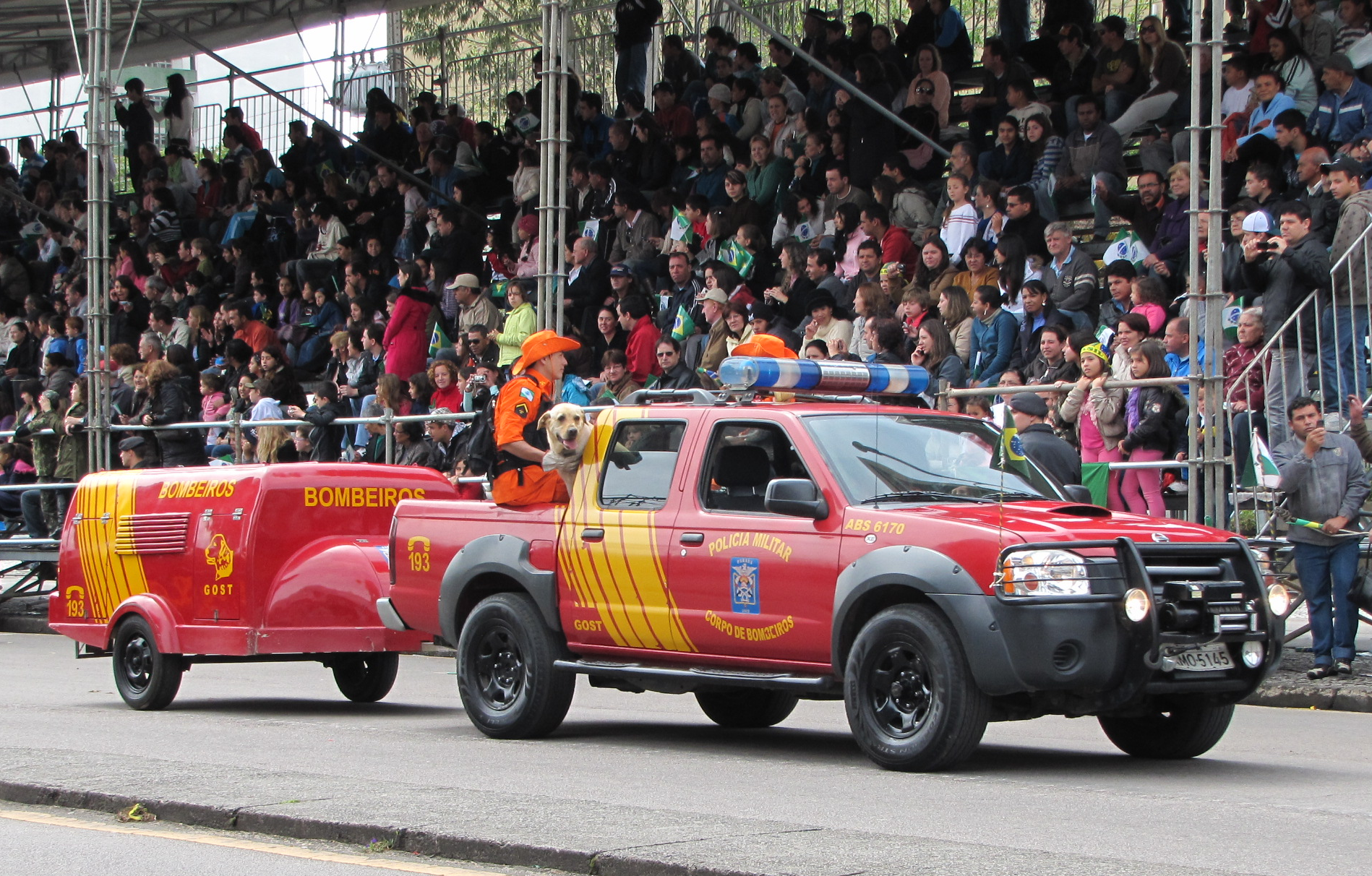
ABS - Auto Busca Salvamento.
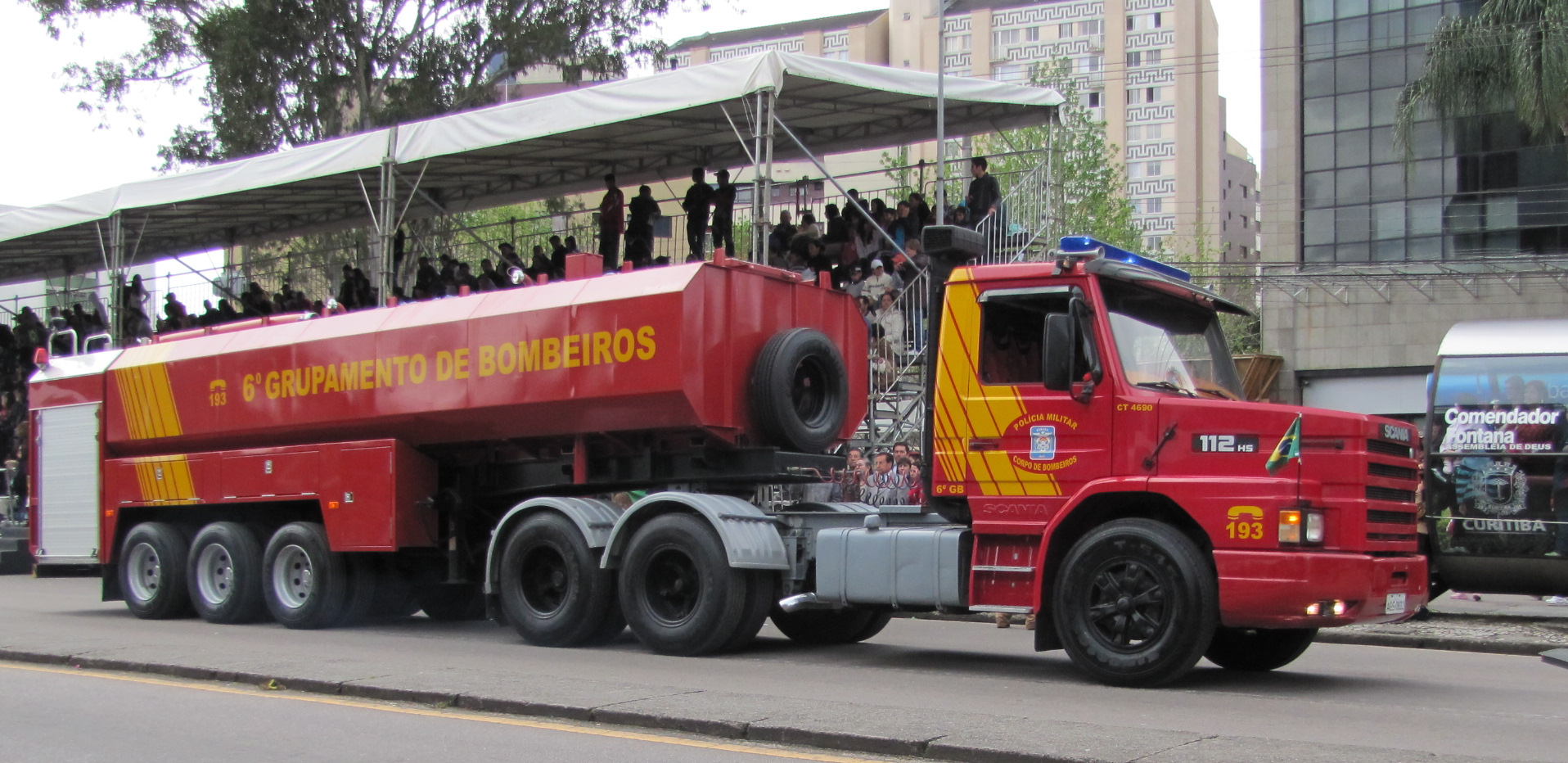
CT - Carreta Tanque.
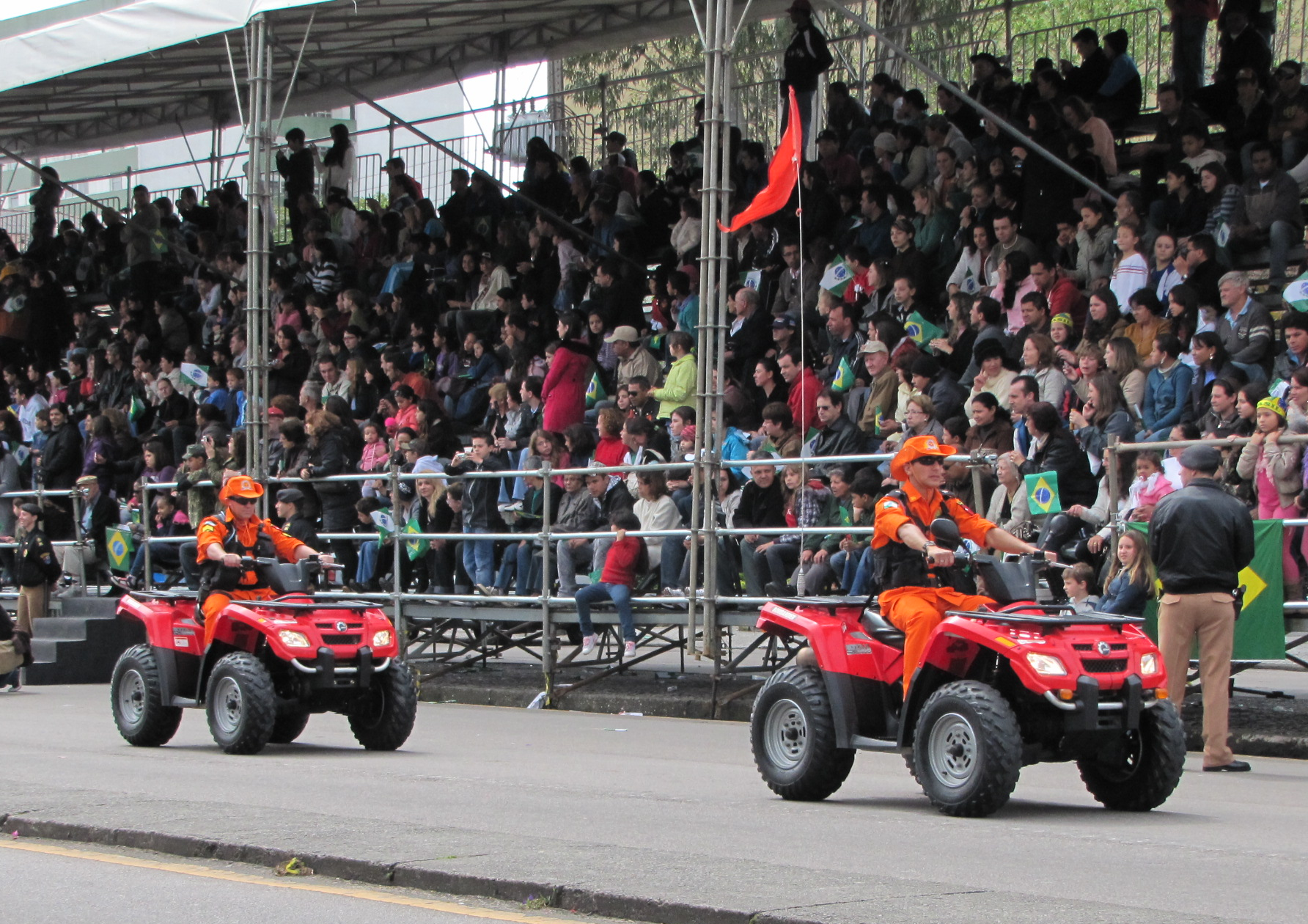
Quadriciclos.
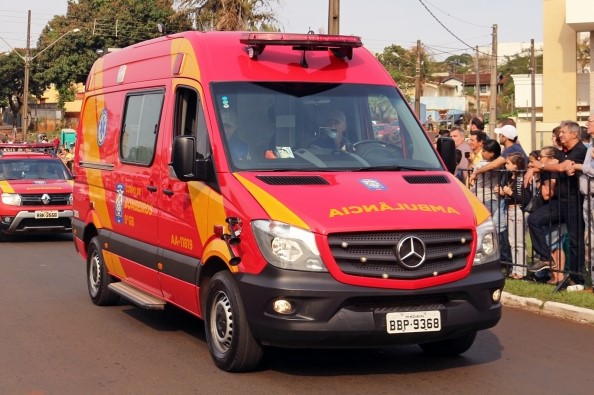
AA - Auto Ambulância.
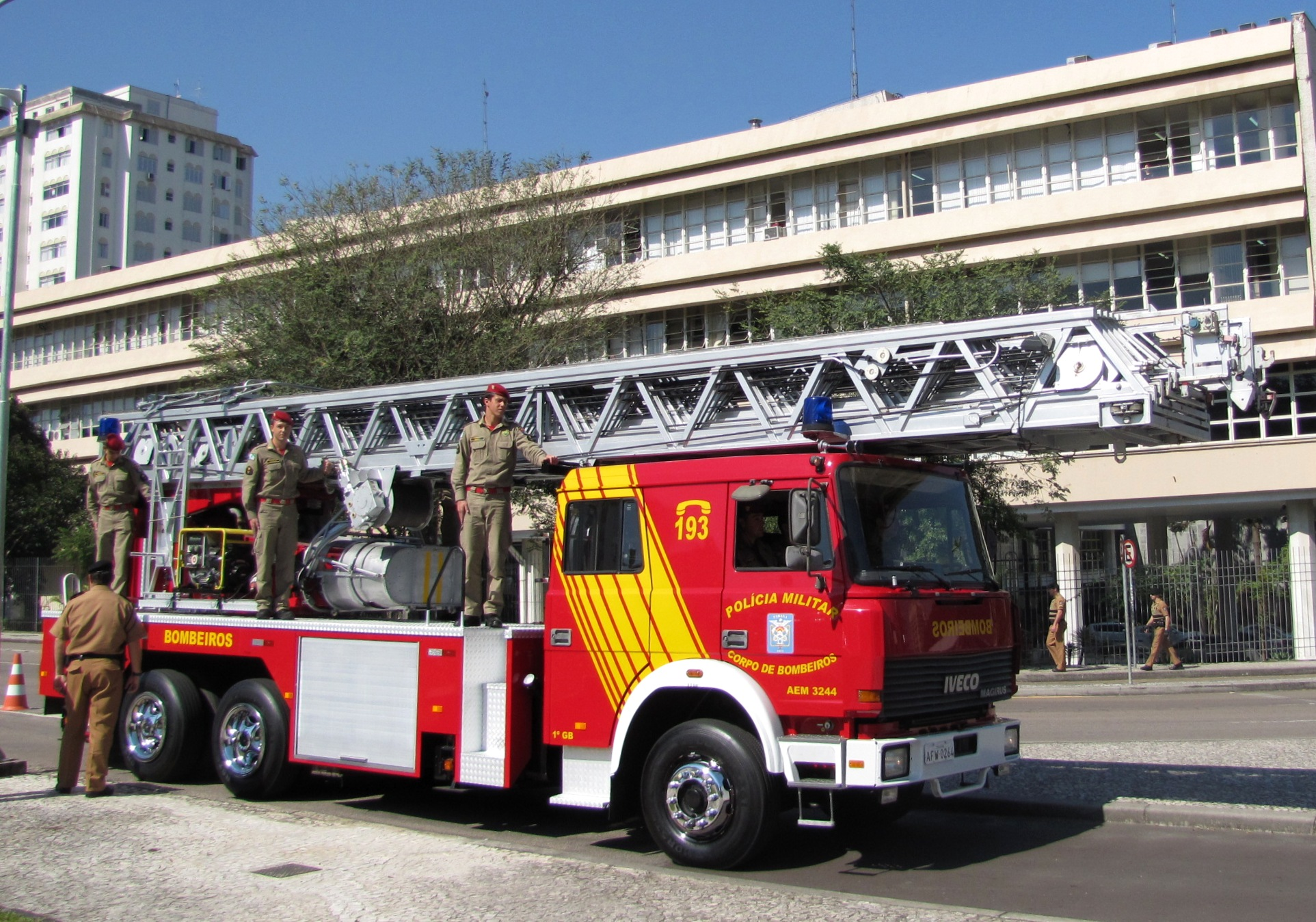
AEM - Auto Escada Mecânica.
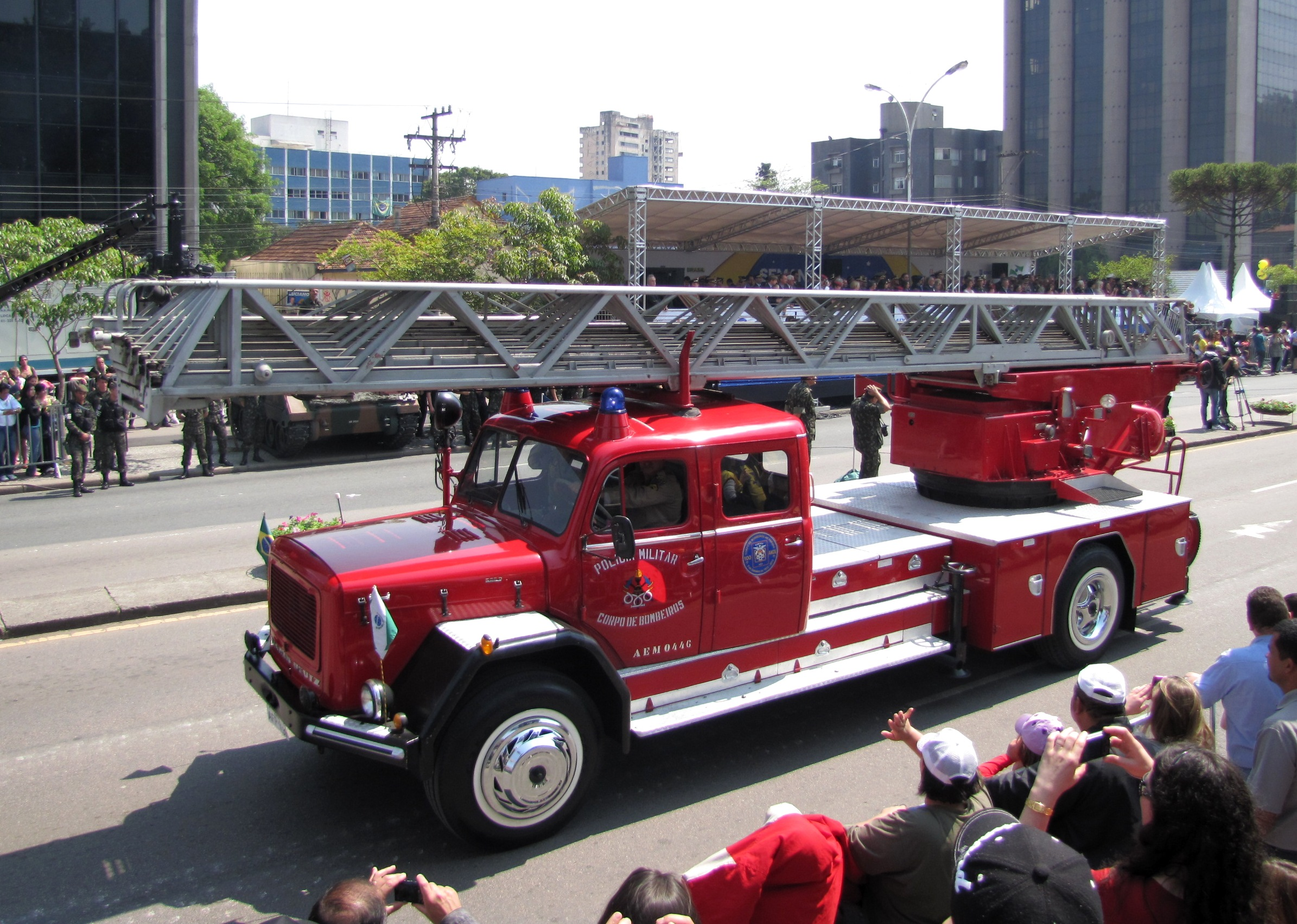
AEM - Auto Escada Mecânica.
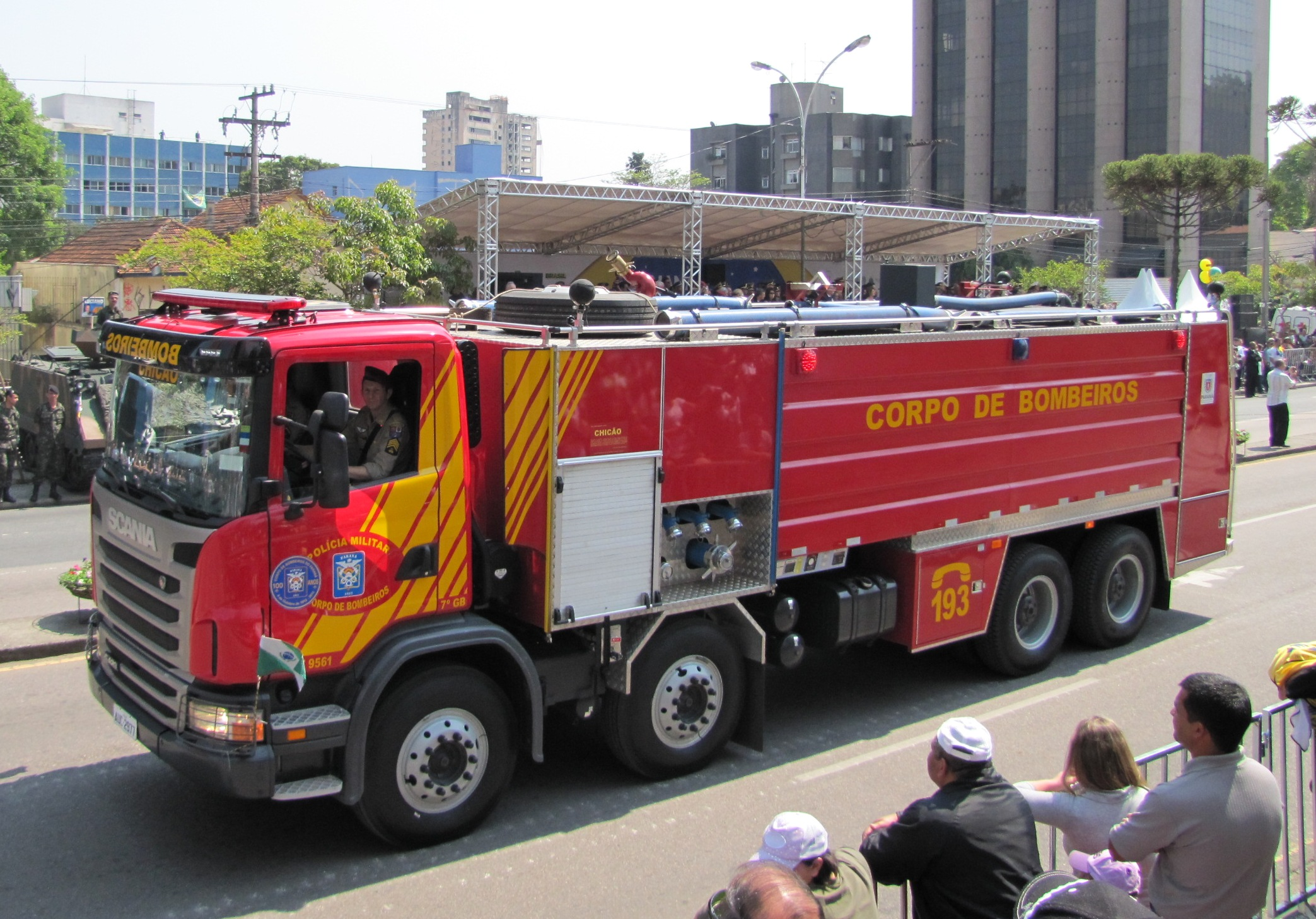
ABT - Auto Bomba Tanque
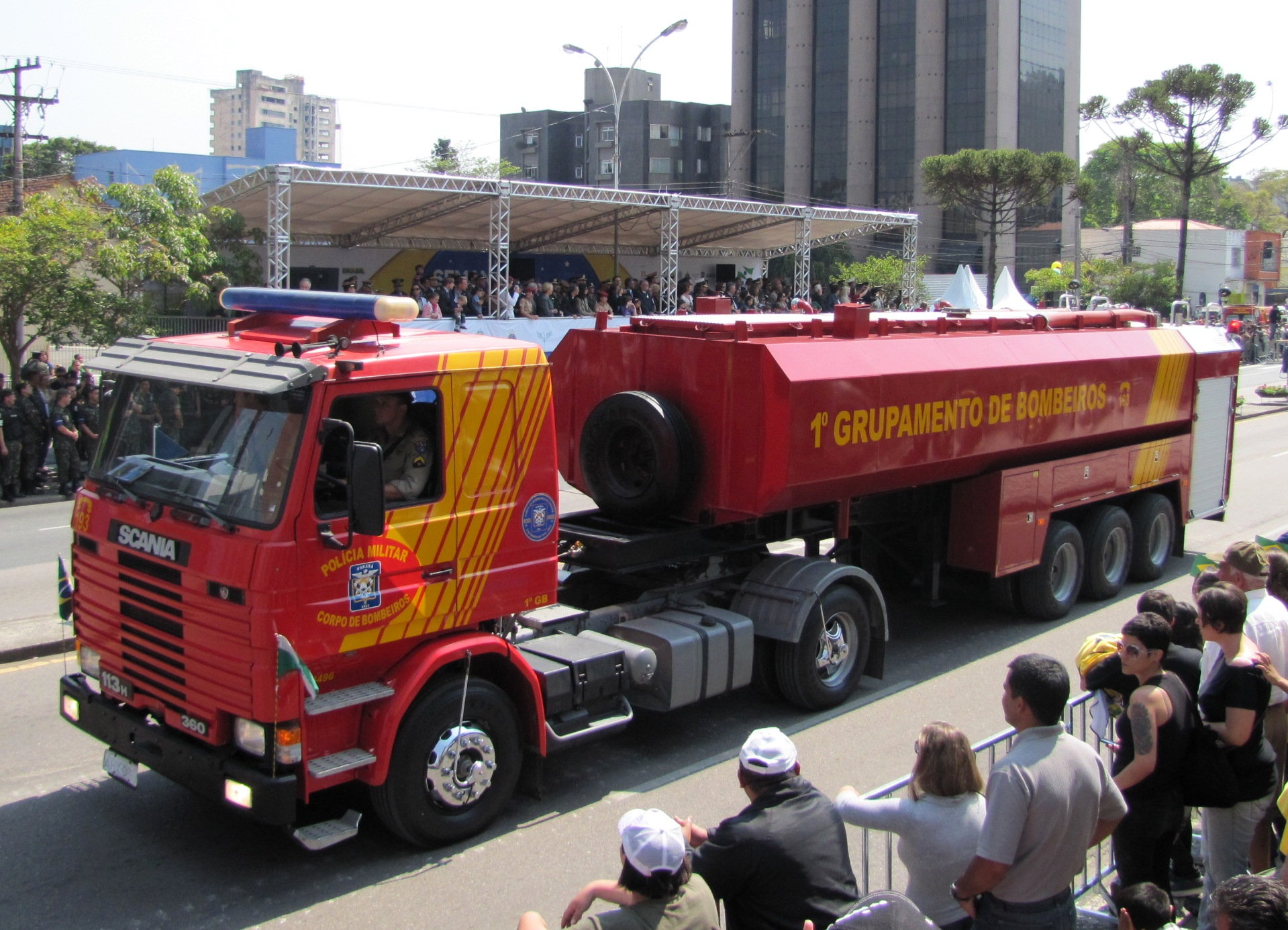
CT - Carreta Tanque
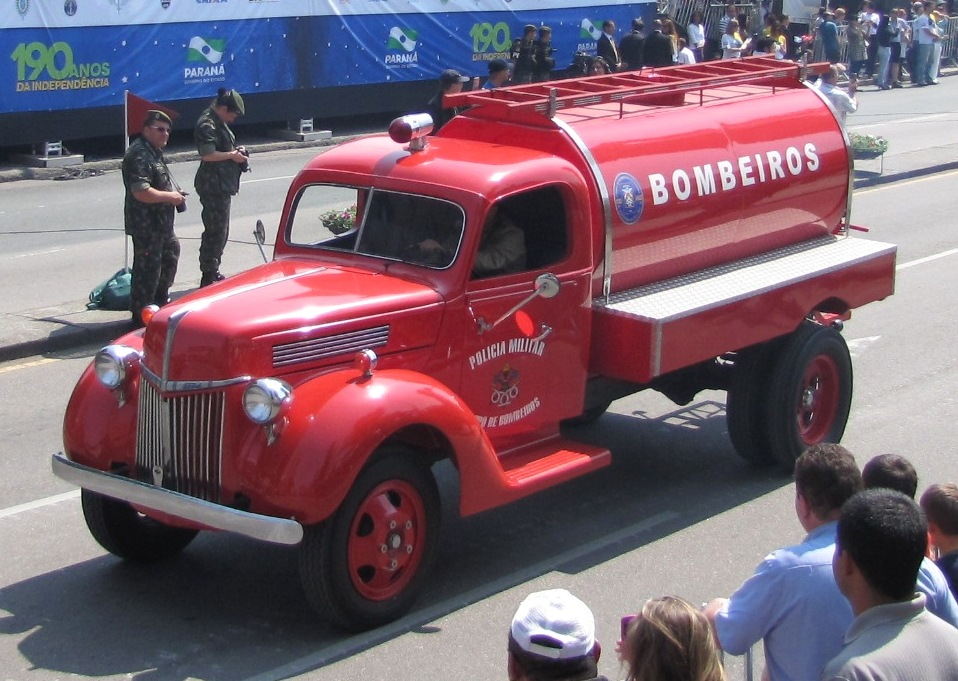
Viatura antiga.
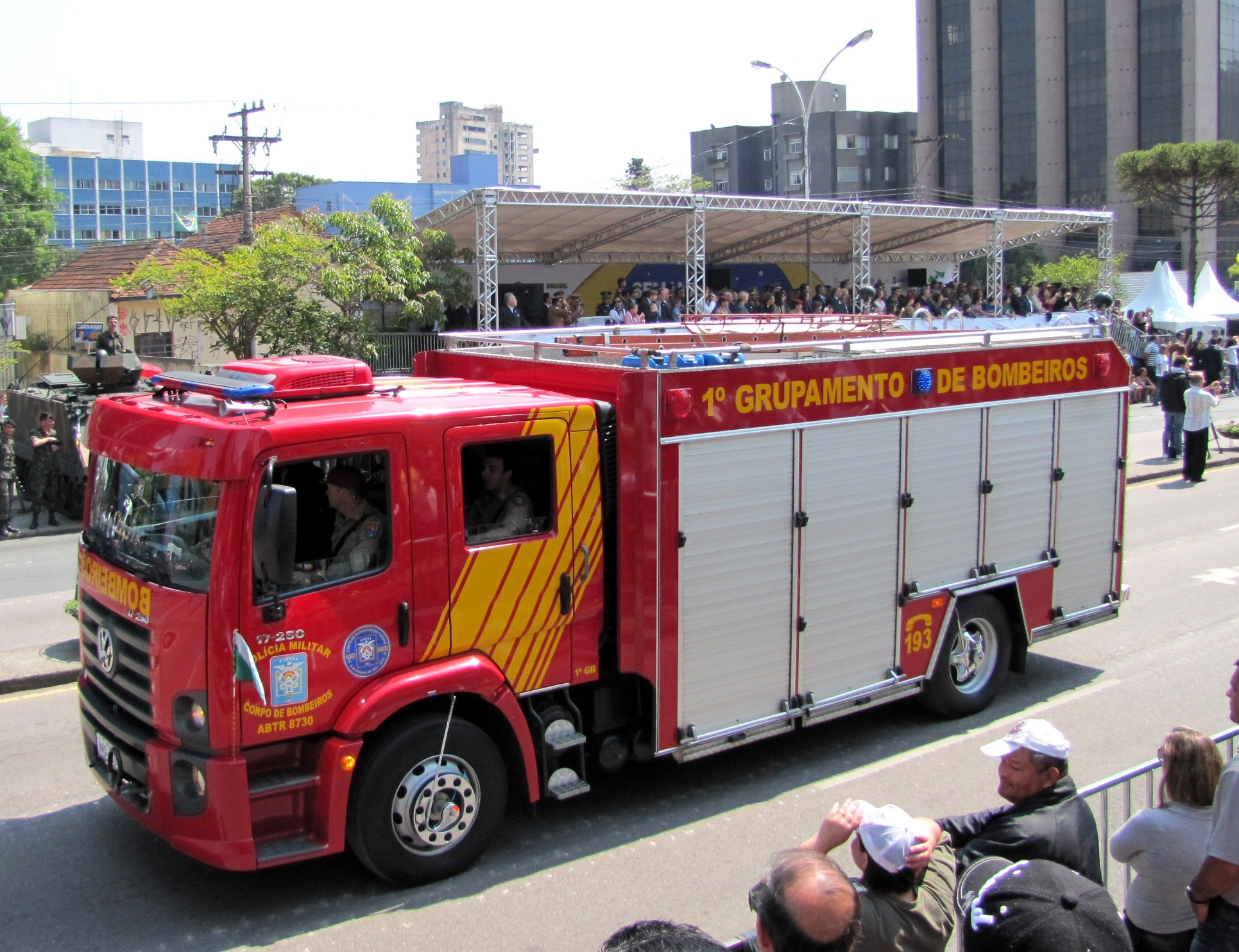
ABTR - Auto Bomba Tanque Resgate
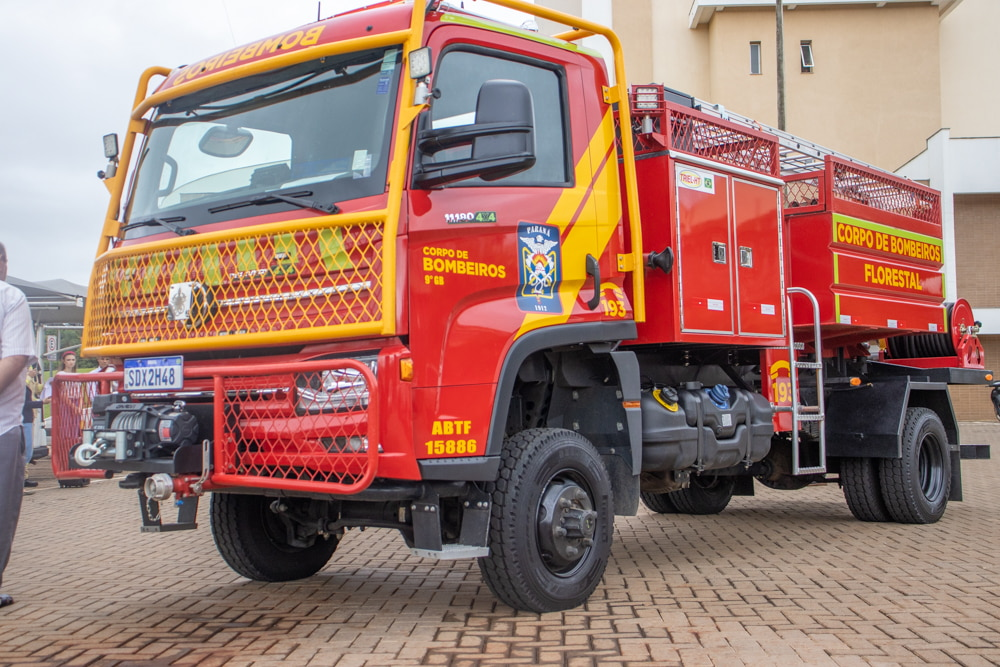
ABTF - Auto Bomba Tanque Florestal
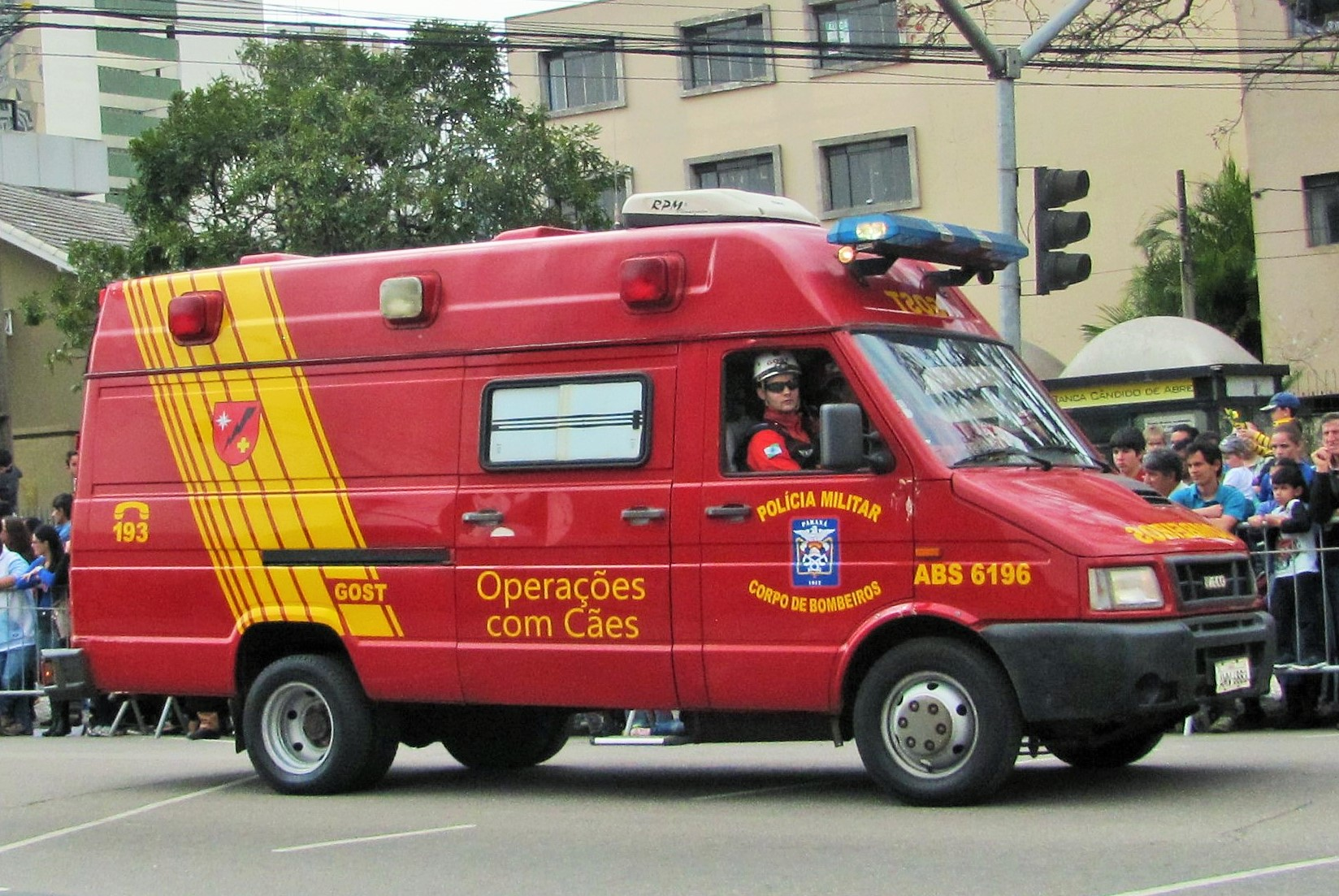
Viatura do GOST.
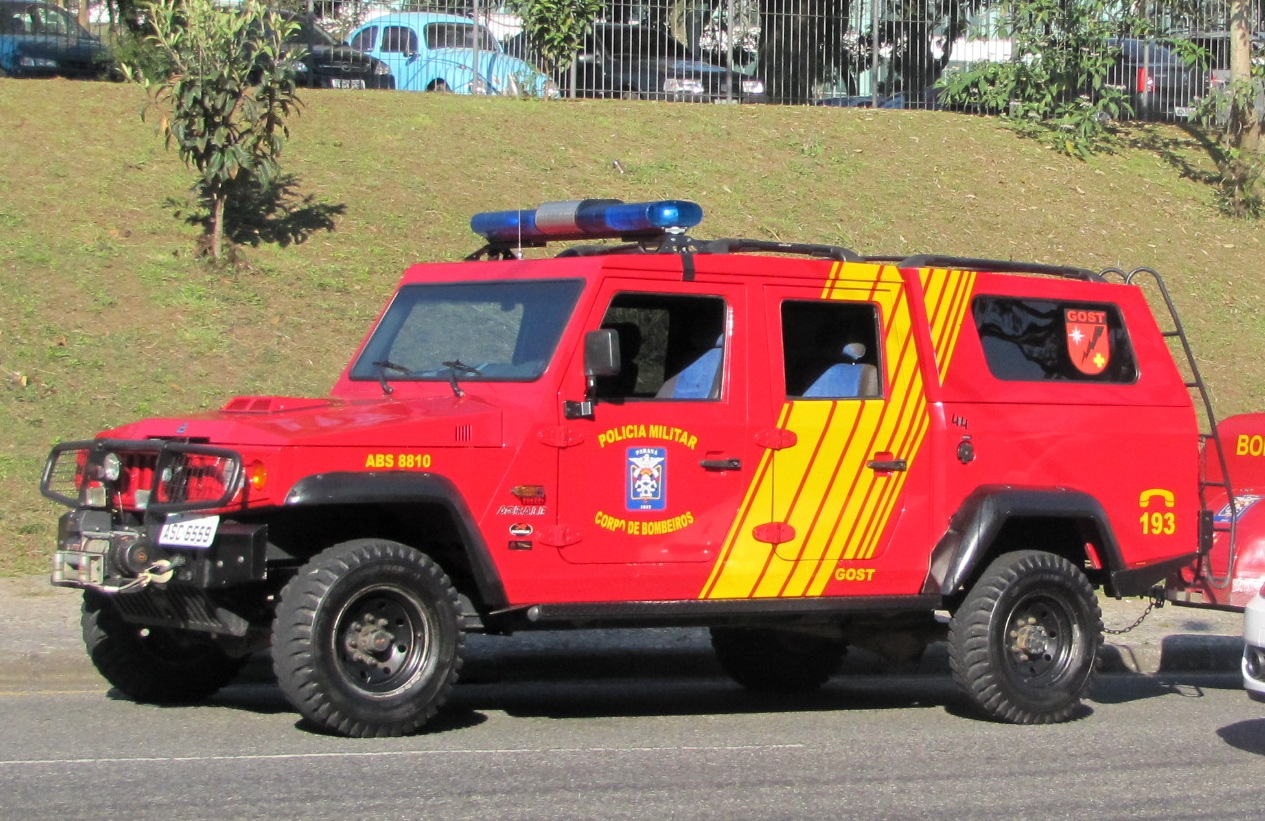
Viatura do GOST.
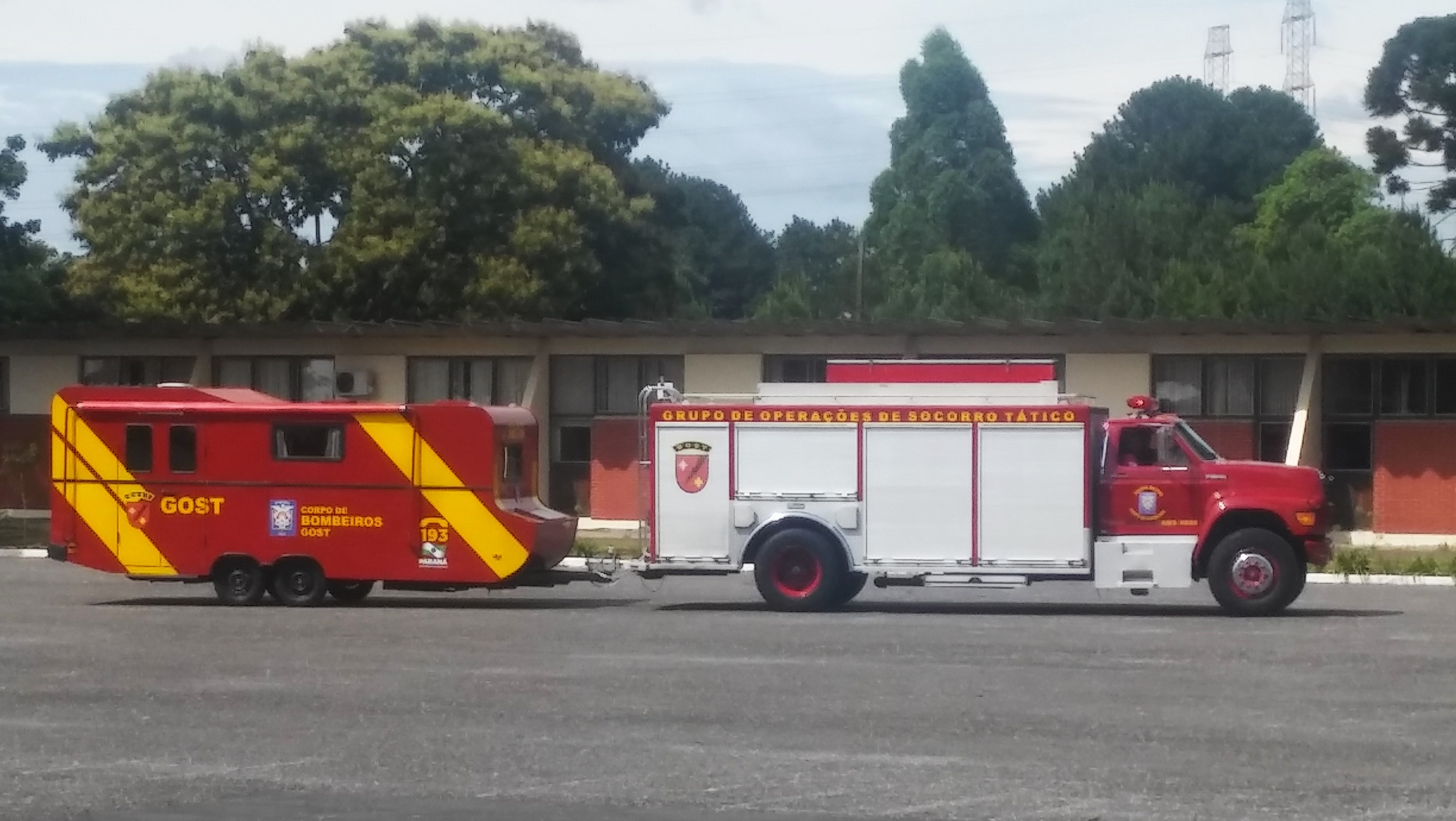
Viatura do GOST.
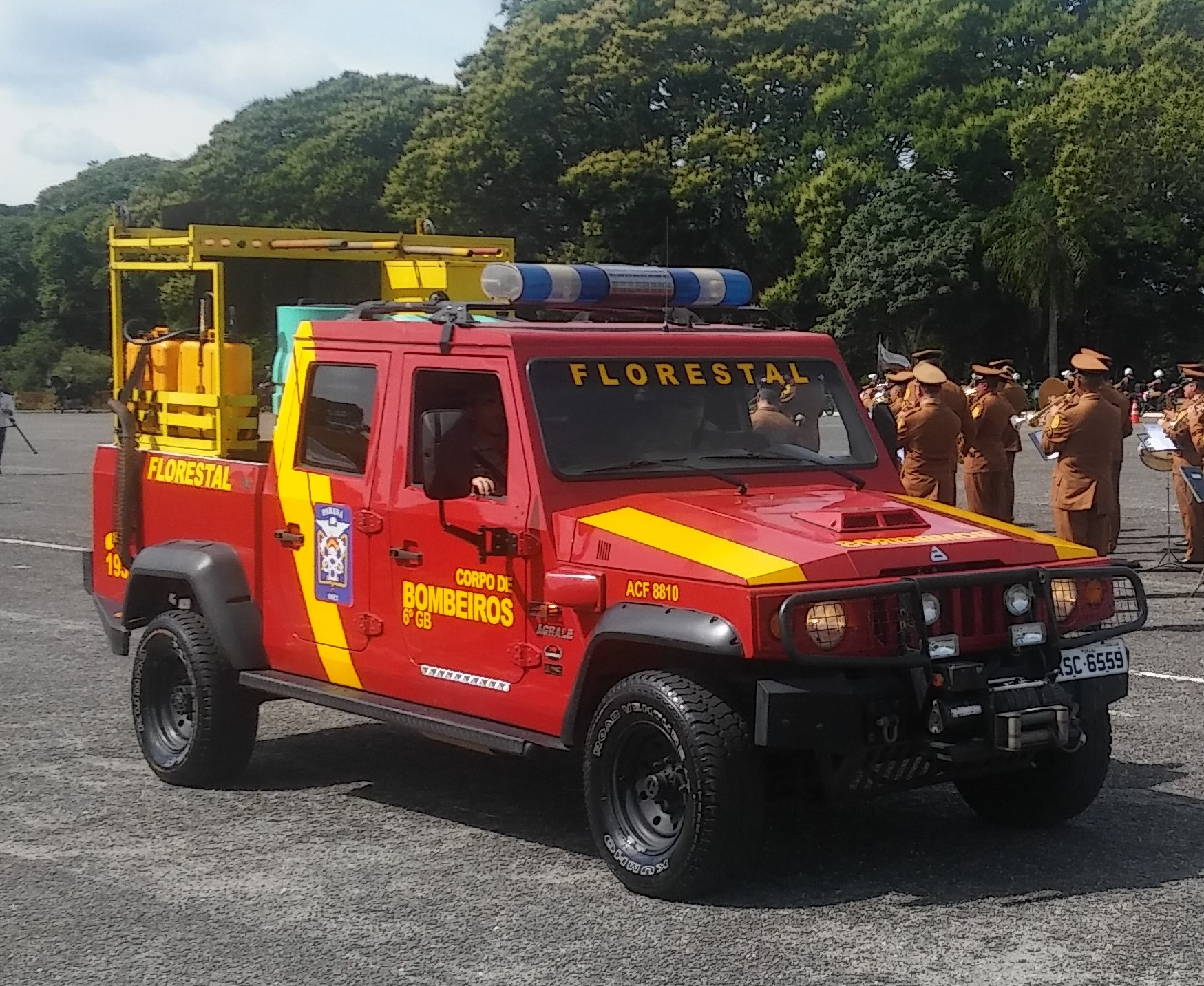
Combate a Incêndios Florestais.

## Banda de Música do CCB
A Banda do Corpo de Bombeiros foi ativada em 1950, realizando sua primeira apresentação na Praça Carlos Gomes, em 3 de fevereiro. A partir de agosto de 1951 ela passou à condição de adida à Banda da PM; sendo com o passar do tempo, absorvida. Em julho de 1962 ela foi reorganizada pelo Maestro Fernando Alves, tendo gravado o Hino do Paraná e a Marcha de Curitiba para distribuição nas escolas; posteriormente, foi novamente incorporada à da PM. Na década de oitenta foi novamente reativada e está atualmente adida à da PM.

## Setor de Segurança Contra Incêndio e Pânico
O Setor de Segurança Contra Incêndio e Pânico está regulamentado pelo Decreto Lei nº 13.976, de 26 de dezembro de 2002; que também oficializa o Fundo Estadual do Corpo de Bombeiros Militar do Paraná, com a finalidade de prover recursos para aplicação em despesas correntes e de capital nas ações administrativas e operacionais do Corpo de Bombeiros.
Suas principais atribuições são:

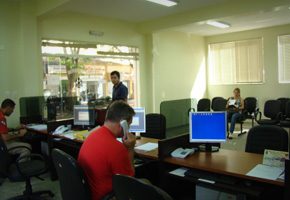
Setor de Prevenção Contra Incêndios do 5º Grupamento de Bombeiros do CCB/PMPR.

- Aprovação de Projeto de Prevenção de Incêndios e Pânico;[36][37]
- Aprovação de Projeto Arquitetônico;
- Vistorias em Edifícios Residenciais - Prover todos os edifícios residenciais de condições mínimas de segurança contra incëndios e evacuação rápida de pessoas em caso de sinistros;
  - Vistoria inicial - Determinar tipos de proteção (hidrantes ou extintores), bem como saídas de emergência;
  - Vistoria final - Vistoriar obras concluídas de acordo com o Projeto de Prevenção de Incêndios, devidamente aprovado no setor de prevenção;
  - Vistoria periódica - Verificar a manutenção dos equipamentos de proteção e combate a incêndios, de todas as empresas cadastradas no setor de prevenção;
- Revisão de hidrantes;
- Palestras educativas sobre prevenção contra incêndios;
- Instrução prática de manejo de hidrantes e extintores;
- Instrução prática de uso das instalações hidráulicas de proteção contra incêndios.

## Serviço Integrado de Atendimento ao Trauma em Emergência

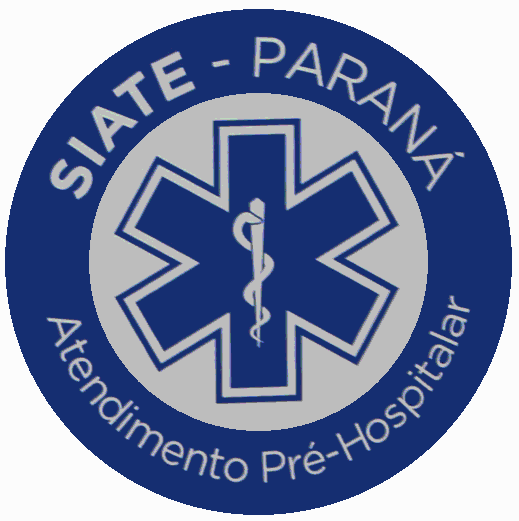
Emblema do SIATE.

O Serviço Integrado de Atendimento ao Trauma em Emergência (SIATE) é um serviço prestado pelo Corpo de Bombeiros do Estado do Paraná. Ele tem por missão atender às vítimas de acidentes, procurando dar socorro imediato adequado e condições ideais de transporte aos hospitais, a fim de evitar o agravamento das lesões e melhorar as condições de sobrevivência do acidentado.
O SIATE foi criado através de uma parceria entre a Secretaria de Estado de Segurança Pública (SESP), Instituto de Saúde do Estado do Paraná (ISEP) e a Prefeitura Municipal de Curitiba, através de Termo de Cooperação Técnica, sendo o primeiro sistema do gênero implantado no Brasil; servindo como referência para os demais Estados da Federação.

### Histórico do SIATE
Em março de 1988 uma Portaria da Secretaria de Estado da Saúde constituiu uma comissão destinada a implantar o projeto piloto. E em 1989 foi implantado o projeto piloto com o apoio de uma equipe de consultores de Cleveland, Ohio, Estados Unidos.
A principal dificuldade foi a escolha da ambulância ideal para este tipo de atendimento.

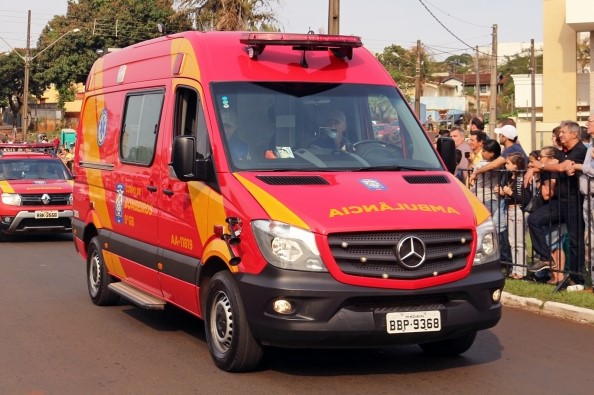
Ambulância do SIATE em 2010.

No Brasil, não havia nenhum fabricante que fornecesse um veículo que atendesse as nossas necessidades. Por isso, tivemos que começar do zero e criar uma ambulância padrão, com o apoio do antigo CEFET-PR (atual UTFPR), lembra o médico Ricardo Rydygier de Ruediger, um dos precursores do SIATE. Foi necessário importar tecnologia de fora para auxiliar os técnicos na concepção de uma ambulância funcional e adaptada às demandas de um atendimento pré-hospitalar. Entre os itens, estavam colares cervicais, talas e cintos para imobilização que não existiam no país. Após um ano de testes a frota do SIATE ganhou seu primeiro veículo, a chamada Auto-Ambulância nº 3. O modelo era uma versão modificada da ambulância F-1000, com mangueiras de oxigênio, novo dimensionamento elétrico e parte do mobiliário das ambulâncias convencionais fabricadas em outros lugares do mundo. No mesmo período, a comissão do SIATE realizou diversos treinamentos com as equipes de socorristas e organizou todo o fluxo de atendimento que seria utilizado.
Em 29 de março de 1990 foi assinado o convênio de cooperação técnica, sendo implantado o serviço de atendimento; inicialmente restrito à capital do Estado. E em 2005 foi alterada a Lei de Organização Básica (LOB) da Polícia Militar e o SIATE passou a constar oficialmente da estrutura do Corpo de Bombeiros da Polícia Militar do Paraná.

### Estrutura do SIATE
O SIATE abrange uma ampla estrutura que envolve órgãos do governo federal, estadual e municipal. No que tange ao atendimento, no Paraná, como em todo Brasil, predomina um sistema misto baseado no estadunidense (atendimento com socorristas) e no francês (atendimento com médicos). Em termos gerais, o primeiro atendimento é realizado por uma viatura ambulância, com uma equipe de bombeiros socorristas. E, ao ser constatada uma maior gravidade, são mobilizadas as viaturas UTI e a do médico.
Médico
O médico verificará todas as peculiaridades do ocorrido com relação as vítimas através de questionário padrão e em conjunto com o Chefe de Operações do Corpo de Bombeiros adotará todas as medidas necessárias para o atendimento do caso; ou seja:

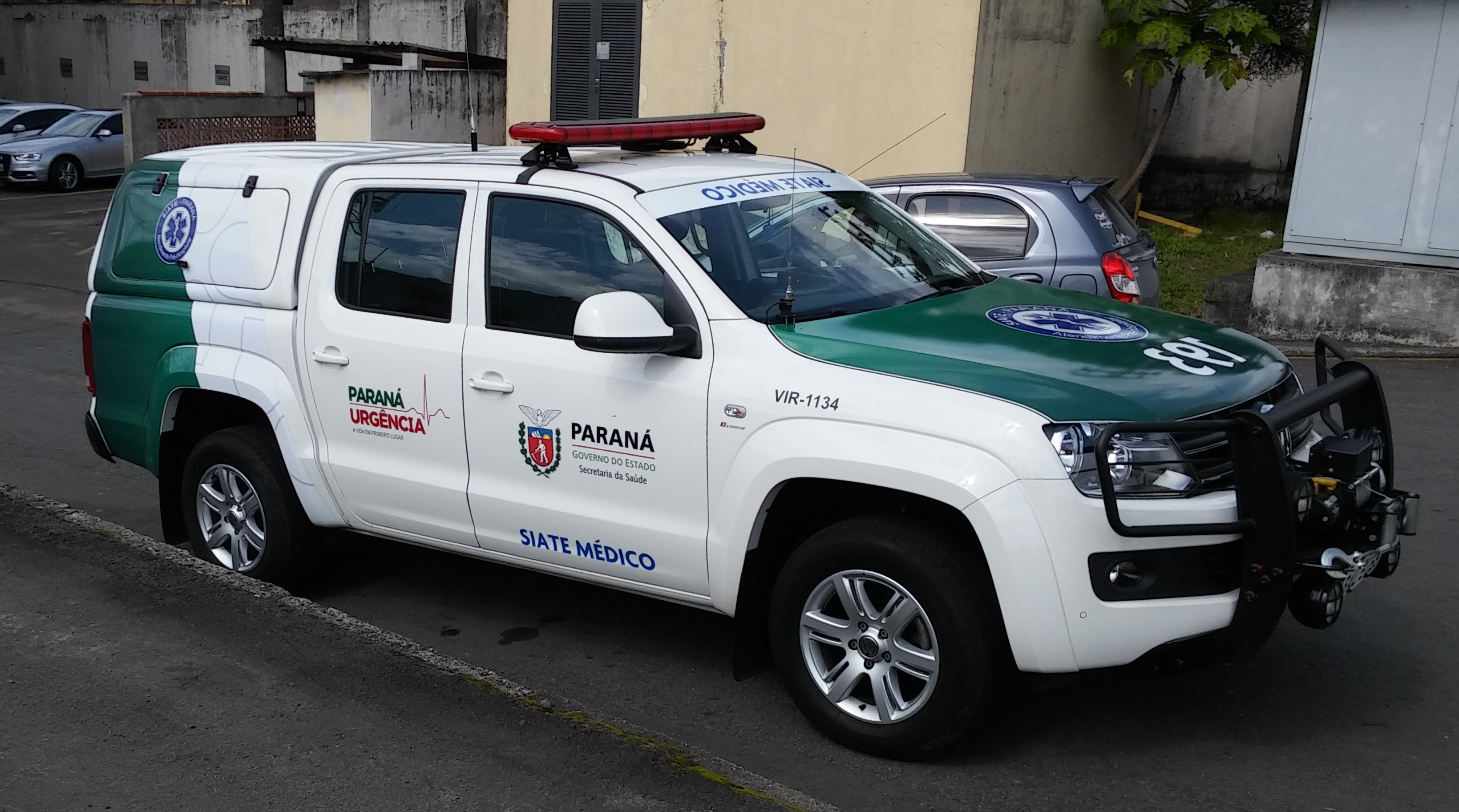
Viatura do médico do SIATE, 2017.

- Se há necessidade do Médico de Área deslocar-se até o local do ocorrido, em função da gravidade e número exato de vítimas, etc.
- Qual o número de Auto Ambulâncias necessárias para aquele determinado sinistro;
- Quantas vagas serão necessárias na rede hospitalar, quais as especialidades serão necessárias, (tomografia, neurocirurgião, etc.);
- Quais os Postos de Bombeiros e Viaturas Auto Ambulâncias serão acionadas levando-se em conta a localização do evento em relação ao Posto de Bombeiros mais próximo e o Hospital credenciado mais conveniente no momento para o atendimento das vítimas.

## Serviço deGuarda-vidas
Como balneário, as praias foram descobertas pelos curitibanos na metade da década de 1920, na região de Matinhos. Os turistas da época eram conhecidos como “banhistas”, e frequentavam o litoral somente nas férias de inverno, nos meses de junho e julho. Entre os primeiros banhistas estava Afonso Alves de Camargo, Presidente do Estado na época; bem como outras pessoas ilustres, muitas delas de descendência da colônia alemã de Curitiba.

### Histórico do Serviço de Guarda-vidas do Paraná
Por volta de 1929 tinham início os preparativos para a instalação do balneário de Caiubá (atual Caiobá), a três quilômetros de Matinhos. No início do balneário não havia um serviço organizado de salva-vidas. Os pescadores frequentemente eram solicitados a prestar socorro àqueles que eram levados mar adentro pela correnteza. Um desses pescadores era o Senhor Alexandre Leocádio, que fazia uso de sua canoa e às vezes até a nado para auxiliar os que ali estavam se afogando.
Surgindo dessa forma a atividade de salva-vidas no litoral paranaense.
Por volta de 1954 o então Governador do Estado, Bento Munhoz da Rocha Neto, fez a nomeação dos primeiros seis guarda-vidas civis que passaram a guarnecer as praias de Matinhos e Caiobá. O encarregado pela fiscalização dos trabalhos era o Sr. Albano Muller, Juiz de Paz de Matinhos; sendo ele quem providenciava os meios para o andamento da atividade, trabalho este que não era remunerado. E a partir de 1960 os salvamentos passaram a serem feitos pelo Corpo de Bombeiros do Paraná, com guarda-vidas formados pelo Corpo de Bombeiros do Rio de Janeiro (CBMERJ).

#### Balneário deMatinhos
Na praia de Matinhos o atendimento iniciou-se em agosto de 1954, realizado por João Júlio Viana, Florisvaldo da Silva (trabalhou por seis meses) e Alexandre Leocádio Santana. E em Caiobá teve início em fevereiro de 1954, por Máximo Ricardo da Silva, Cesário da Silva, Francisco Inácio Moreira e Orlando Ferreira. Em decorrência da necessidade do serviço, Cesário da Silva foi deslocado para a praia mansa, em virtude do fluxo de banhistas que para ali se deslocava. Francisco Inácio Moreira e Orlando Ferreira trabalharam poucos meses e pediram demissão. O pessoal civil trabalhou por aproximadamente seis anos; quando por volta de 1960 e 1961 apresentaram-se o Sargento Nelson Cordeiro, o Cabo Florzico e o Soldado Otacílio, bombeiros que haviam feito curso de guarda-vidas no CBMERJ. Na temporada de 1960/61 esses bombeiros foram hospedados no Hotel São José. Já nos verões de 1962/63 e 1963/64, o Corpo de Bombeiros começou a realizar o serviço de guarda-vidas durante toda a temporada de verão, não mais deixando o litoral desguarnecido. A partir de 1964 o efetivo destacado em Matinhos permaneceu para o serviço de guarda-vidas, sem possuir um aquartelamento especifico, alojando-se em suas próprias residências.
A primeira temporada foi comandada pelo então Tenente Almir Moreira, e teve como integrantes, entre outros, os seguintes militares: o subtenente Alceu Gonçalves, os sargentos Aldonir Célio Soares, Nelson Cordeiro e Muniz da Rosa Cardoso, o cabo Vicente Carvalho, e os soldados Idevaldo de Paula Cunha, Izaul de Camargo, Leonel dos Santos Vaz e Pedro Pacheco. Esse efetivo ficou alojado na escola municipal, atualmente Câmara Municipal de Matinhos.
O Serviço de Guarda-Vidas tomou maior corpo com a construção do Posto de Guarda-vidas Nº 7, inaugurado em 30 de Dezembro de 1966; obra realizada pela Prefeitura Municipal de Paranaguá e pelo Corpo de Bombeiros da Polícia Militar do Paraná. Até então os bombeiros ficavam alojados em suas residências; exceto dois soldados: Luiz Carlos Micalhoski e Francisco de Souza, que após a temporada 1965/66 ficaram destacados em Caiobá, no Hotel Caiobá, com despesas de alojamento e alimentação pagas pelos dirigentes do próprio hotel. Na temporada de 1966/67 foi desativado o Posto Caiobá e criado o Posto SESC, passando esses bombeiros a serem alojados no SESC.

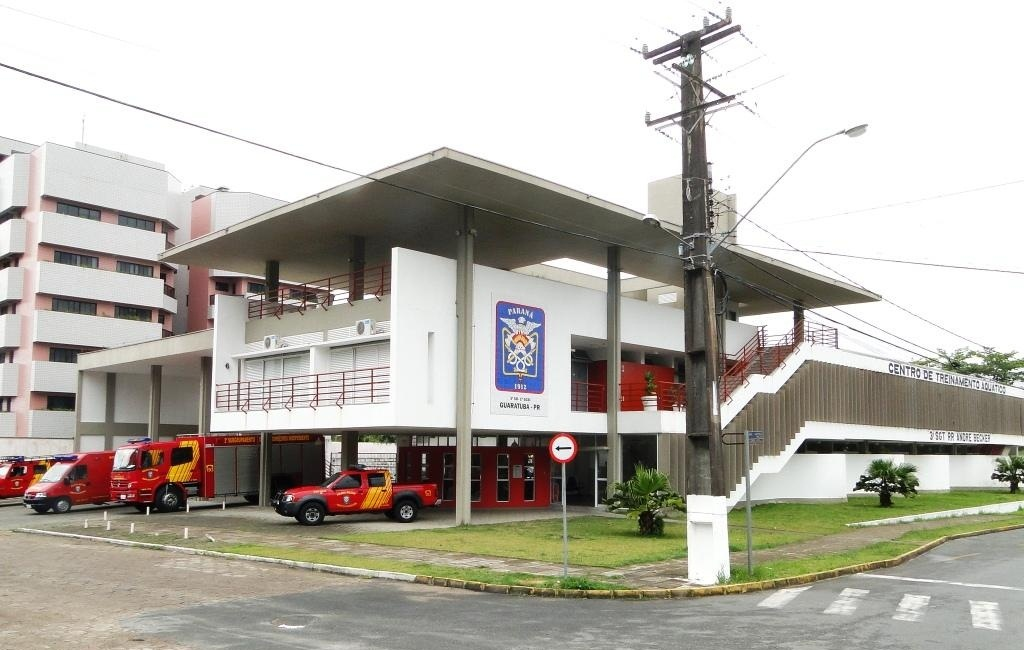
Sede do 3° SGB / 8°GB em Guaratuba.

#### Balneário deGuaratuba
Pelos registros de relatos encontrados no 8º Grupamento de Bombeiros, os primeiros serviços de guarda-vidas datam do ano de 1958; sendo que até o ano de 1964 os integrantes do efetivo ficavam alojados no Iate Clube de Guaratuba. No período compreendido entre 1976 e 1979, o destacamento foi transferido para uma edificação localizada em frente ao Posto de Guarda-vidas Barravento, nas proximidades da praia central de Guaratuba.

#### Balneário dePontal do Paraná
O Corpo de Bombeiros em Pontal do Paraná foi implantado no ano de 1986, na gestão do prefeito de Paranaguá de Waldir Salmon, pois na época os balneários do atual município de Pontal do Paraná faziam parte do Distrito de Pontal do Sul, que fazia parte do município de Paranaguá. Instalado no Balneário de Santa Terezinha, distrito de Pontal do Sul, tinha como finalidade receber e alojar os guarda-vidas que prestavam serviços nos balneários daquele distrito. Desde o Balneário de Monções até Ponta do Poço, além de atender a Ilha do Mel. Fora da temporada de verão, respondia pelo quartel o subtenente Arlindo Teodoro e uma guarnição de serviço composta por quatro guarda-vidas.
No ano de 1996, com a emancipação do Distrito de Pontal do Sul, foi efetivado um posto de bombeiros no município, com a finalidade de prestar os serviços de bombeiros, além das atividades de salvamento aquático.

### Bandeiras de segurança
Atualmente o Serviço de Guarda-vidas é realizado por bombeiros militares aptos a realizarem medidas preventivas, educacionais, de orientação e de salvamento em ambientes aquáticos; procurando evitar afogamentos e preservando a vida de quem estiver em perigo.
Bandeiras indicativas de segurança (75x100 cm) utilizadas nas praias e balneários do Paraná.
| Área segura Faixa* adequada para o banho | Atenção Faixa* com risco de afogamento | Perigo Faixa* com grande risco de afogamento |

(*) Essas faixas variam de 100 a 250 metros, em frente aos postos de guarda-vidas (com 50 a 125 metros de cobertura para cada lado); dependendo das condições do meio líquido, da visibilidade, acesso e frequência dos banhistas.
Bandeiras indicativas complementares.
| Faixa protegida por guarda-vidas | Faixa não protegida por guarda-vidas | Praia interditada** |

(**) Bandeira usada sobreposta à bandeira indicativa de grande risco de afogamento, como aviso de ressacas, tempestades com raios ou chuvas torrenciais.

## Postos de Bombeiros Comunitários
Os Postos de Bombeiros Comunitários (PBC) são postos de primeira resposta para o combate a incêndios no Estado do Paraná; cujo atendimento é dado por funcionários públicos municipais, sob a coordenação de um bombeiro militar estadual. Esse serviço é prestado em cidades com população superior a quinze mil habitantes, mas que ainda não possuem destacamento de bombeiros militares profissionais, ou outro serviço similar disponível.

### Uniforme de bombeiro comunitário
Os bombeiros comunitários possuem uniformes padronizados para todo o Estado; o qual é composto de boné, camisa, calça, e japona azul marinho. A camiseta e o cinto são na cor vermelha, e o calçado deve ser borzeguins em couro preto.

## Projetos Sociais

### 2º Grupamento de Bombeiros

#### Bombeiro na Escola
O projeto visa desenvolver a consciência da prevenção de acidentes e o aprendizado dos conhecimentos básicos, para enfrentar situações de riscos. Mesmo uma pequena informação comunicada no acionamento (pedido de socorro por telefone) do Corpo de Bombeiro, pode significar o custo de uma vida. Como exemplo: é muito importante saber se há ou não vítima no local da ocorrência, para que o CB possa enviar o pessoal e o veículo adequado à situação.

O projeto é desenvolvido em dez aulas, nas quais são abordados temas como acionamento do Corpo de Bombeiros, prevenção e combate a incêndios, uso de extintores, primeiros socorros e noções de Defesa Civil. Apenas no ano de 2011, na cidade de Irati, o projeto envolveu cerca de quinhentos alunos de oito escolas da rede estadual de ensino. As últimas aulas foram de avaliação e também foi realizada uma visita ao quartel do Corpo de Bombeiros e a exibição uma sessão do filme Brigada 49 no Cine Unicentro.

## Tradições

### Travessia dos Veteranos
A Travessia dos Veteranos tem por objetivo reunir os guarda-vidas mais antigos do Corpo de Bombeiros do Paraná; bem como, promover o fortalecimento da imagem da corporação perante a comunidade.
A primeira edição do evento ocorreu no ano de 2000, por iniciativa do Subtenente Antônio Batista dos Santos, que fez parte da primeira turma de guarda-vidas em 1966; tornando-se uma tradição anual no CCB realizada no balneário de Guaratuba, sob coordenação do 8º Grupamento de Bombeiros (8º GB).
No início o trajeto era entre o Morro do Cristo e a Praia Central. Atualmente a travessia é realizada na Praia Central de Guaratuba, com um percurso de, aproximadamente, seiscentos metros. Os participantes largam do Posto de Guarda-vidas da Praia Central, contornam uma boia de sinalização fundeada a trezentos metros da praia e retornam ao ponto de partida. Uma equipe faz a segurança e a prevenção de incidentes no evento, com o emprego de diversos equipamentos; tais como: moto aquática, pranchão de salvamento, stand up paddle, bote inflável, e outros.

### Corrida do Fogo

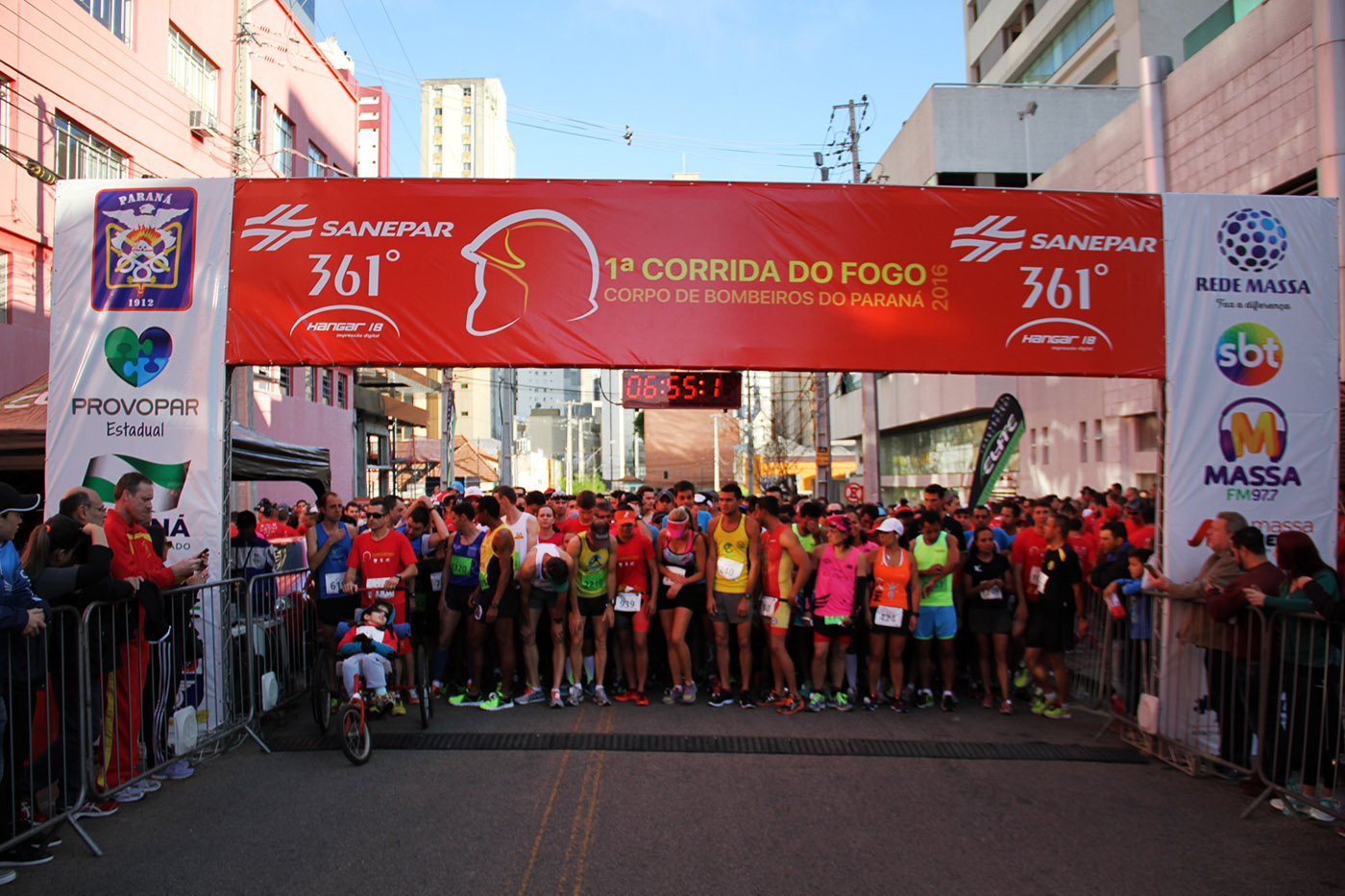
Largada da 1ª Corrida do Fogo 2016

A Corrida do Fogo é uma competição esportiva de atletismo com percursos de 5Km e 10Km, realizada pelo Comando do Corpo de Bombeiros (Sede Curitiba) e demais parcerias, visando a interação da corporação com a comunidade paranaense. A sua primeira edição foi realizada no dia 12 de outubro de 2016, contando com a participação de mais 2,2 mil atletas.

### Troféu Le Defi
O Troféu Le Defi (do francês: o desafio em português) é uma competição técnico-profissional realizada no CCB desde 1972. Ela é anualmente disputada entre as unidades da corporação, como parte das comemorações do aniversário do Corpo de Bombeiros do Paraná. Tendo por objetivo incentivar o preparo técnico profissional e a prática esportiva; bem como, promover a integração do efetivo dos GBs e SGBs.

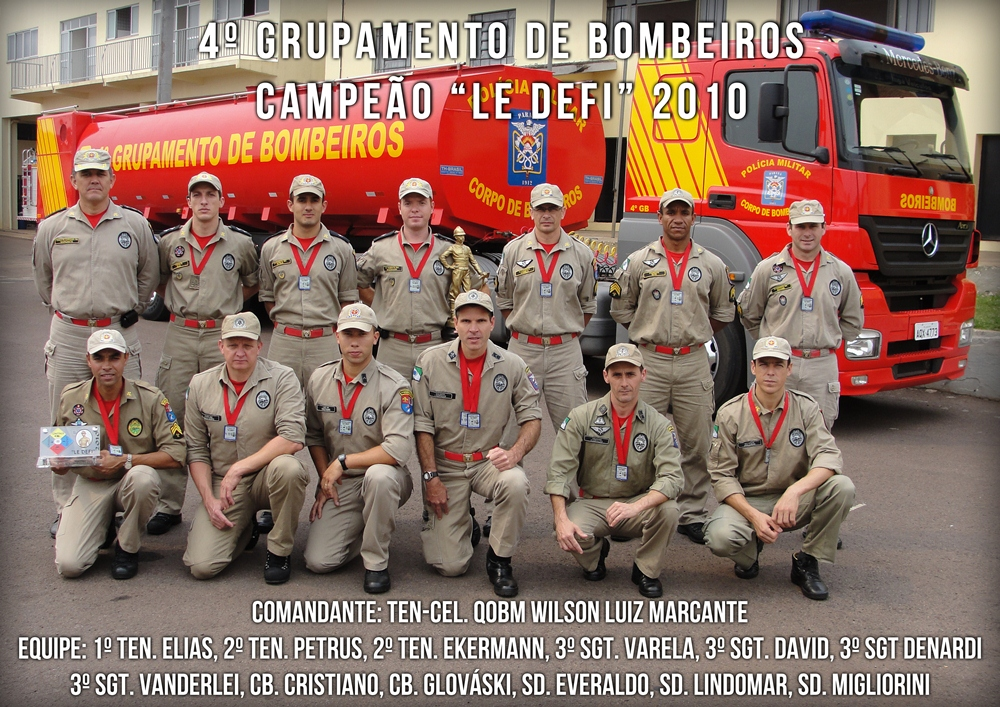
Equipe Campeã do Troféu Le Defi 2010.

As provas podem variar de competição a competição, mas normalmente se constituem de:
- Combate à incêndio;
- Transposição de obstáculos;
- Subida em cabo (corda);
- Duathlon (1000m de natação e 5000m de corrida);
- A Missão  - uma atividade prática surpresa onde devem ser desenvolvidas diversas técnicas operacionais de bombeiro.
- Apresentação de uma palestra de temas vinculados à atividade relacionadas ao serviço de bombeiro.

Uma novidade em 1915 foi a prova "Firefighter Combat Challenge" (FCC), inédita no Paraná . A FCC exige muita força e resistência, pois é realizada com roupa de proteção individual e equipamento de proteção respiratória. A prova foi executada individualmente e em dupla, com a participação obrigatória de uma integrante feminina em duas das quatro fases da competição.

### Guarnição Branca
Guarnição Branca é um evento comemorativo celebrado na data de criação do Corpo de Bombeiros. Ele foi criado no Corpo de Bombeiros Militar do Estado do Rio de Janeiro, e logo se tornou tradição em outras corporações de bombeiros do Brasil.
O termo "guarnição" corresponde ao efetivo de bombeiros em prontidão; prontos para prestarem atendimento imediato de combate a incêndio, socorro, buscas, salvamentos e outras atividades relacionadas ao serviço de bombeiros. E a designação "branca" representa a cor dos capacetes dos oficiais; a qual serve para destacar os comandantes, mesmo com equipamento de proteção individual completo. Assim: uma "Guarnição Branca" é uma guarnição composta exclusivamente com oficiais; sendo nessa ocasião dado folga aos praças (sargentos, cabos e soldados).
No Corpo de Bombeiros do Paraná a Guarnição Branca é realizada no dia 8 de outubro, data de criação do CCB/PMPR.

### Guarnição Rosa
Em comemoração ao Dia Internacional da Mulher, em 2016 foi criada na PMPR a primeira "Guarnição Rosa". Nessa data, embora com efetivo incompleto, se tentou organizar escalas de serviço compostas exclusivamente com militares femininas; evento que também estendeu-se às policiais femininas da PMPR.

## Ingresso no Corpo de Bombeiros
O Centro de Recrutamento e Seleção (CRS) da Diretoria de Pessoal é o órgão responsável pelo desenvolvimento, acompanhamento e supervisão das atividades de seleção dos candidatos ao ingresso no Corpo de Bombeiros.. O recompletamento e o aumento do efetivo ocorre por intermédio de autorização do Governador do Estado, mediante proposta do Comandante-geral.. O recompletamento do efetivo é a atividade que se destina a preencher os claros decorrentes da evasão de pessoal, por motivos de exclusões a pedido e disciplinares, passagem para a reserva remunerada e não remunerada, reforma, falecimentos e transferências em razão de concursos públicos estaduais e aumento do efetivo previsto. As formas de ingresso ocorrem como oficial combatente, oficial não combatente e como soldado.